# パワフルプロ野球シリーズ
パワフルプロ野球シリーズ（パワフルプロやきゅうシリーズ）は、コナミデジタルエンタテインメント（以下KDE-J）から発売されている野球ゲームシリーズのタイトル。略称は「パワプロ」。タイトルの英字表記は、すべてローマ字に基づいたものとなっている。そのため「実況パワフルプロ野球」は「JIKKYOU POWERFUL PRO YAKYU」ではなく「JIKKYOU PAWAFURU PURO YAKYU」。略称である「パワプロ」は「POWERPRO」ではなく、「PAWAPURO」となる。
1994年にスーパーファミコン用ソフトとして第1作『実況パワフルプロ野球'94』が発売されて以来、最新データ版が定期的に発売されている。
1997年から野球ゲーム売り上げ累計No.1を記録し続けていることから「No.1プロ野球ゲーム」のキャッチコピーを掲げている（記録は週刊ファミ通調べ）。
『実況ワールドサッカー』と合わせて、それまでアクションゲームやシューティングゲームを主力としていたコナミがスポーツブランドにシフトしていく契機となった作品である。後年にはBEMANIシリーズも発表されたことにより、音楽ゲームブランドとスポーツブランドとして両立してゆく。
シリーズの累計売上は2024年6月末時点で2,520万本を超える。

## シリーズ概観
パワプロシリーズには大きく分けて以下のシリーズがある。シリーズ分けは便宜上のものであり、コナミが公式に認めた分類ではない（パワメジャシリーズを除く）。
なおパワポケシリーズは『パワプロ5』の「サクセスモード」のシナリオと世界観が繋がっていたため、以前はパワプロシリーズとして分類されていたが、現在はほぼ独立した姉妹シリーズでありパワプロシリーズには含まれないという扱いである。
メインシリーズ
『実況パワフルプロ野球2』や『実況パワフルプロ野球2009』など、最後に番号や年号が付くもの。新モードの追加などシステムの大きな変更が最初に行われる場合が多い。
サブシリーズ
主にメインシリーズを別のゲーム機に移植したもの。『実況パワフルプロ野球'95』といった具合に、タイトルの後ろには発売された年が付くものや、機種名を表す記号がつく作品（例・実況パワフルプロ野球S）などもある。毎年開幕版と決定版の2作に分けて発売する商法はここから生まれた。
パワメジャシリーズ
メジャーリーグベースボールを題材とした作品。『パワメジャ2』『パワメジャ3』は海外でも発売されたが『パワメジャ（1）』『パワメジャ2009』の海外版は無い。また『パワメジャ2009』が2022年現在最終作品である。
オンライン対戦版
2001年にWindows向けに開発、販売された『実況パワフルプロ野球 オンライン対戦版』と2003年4月にリリースされた『パワフルプロ野球Online』（料金無料）のこと。共に2004年4月30日12時をもってサービスを終了した。ここで培われたノウハウはPS2・PS3版のメインシリーズのオンライン対応に生かされている。
iアプリ（パワプロワールド）
チームを選び、対戦とペナント（コンピュータと）が出来る「モバイルパワフルプロ野球」シリーズと、『パワプロ5』『パワプロ6』『'99開幕版』のサクセスをベースにし、最新作で育成選手のパスワードが使用できる「サクセス」、パワポケシリーズ登場のミニゲーム等が存在する。後者ではパスワード生成アプリ（PS2・GC/Wii版別）を設定しておけばパスワードをメールで転送でき、パスワードの写し間違い防止・管理の面で便利である。
PlayStation Portable版
2006年からPSP用の『実況パワフルプロ野球ポータブル』が発売された。これ以前の携帯ゲーム機版には実況が搭載されていなかったため「実況」のタイトルが入っていなかったが、本作より晴れて『実況パワフルプロ野球』が携帯ゲーム機に上陸した。パワガチャやつなゲッターなどの独自のシステムが追加されている。2010年版からは「ポータブル」表記が無くなり、メインシリーズと同じタイトルに統合された。同じ年に発売されたPS2版、またはPS3版との間で選手データのやりとりが出来る。
初期は1年1作のペースで発売されていたが、2000年からは、2009年および2010年を除いて夏にその年のペナントレース開始時のデータを搭載したメインシリーズの新作が、年末にその年のペナントレースの結果を元に選手データを改訂した「決定版」（『パワプロ10』・『パワプロ11』は「超決定版」）が出る1年2作のペースとなっていた（PS版ではメインシリーズの発売はなかったが、1998年から決定版が発売されている）。なお『パワプロ15』では決定版の発売はなかったが『パワプロ2009』が『パワプロ15』の決定版に近い。2014年の『パワプロ2014』からは2年ごとの新作発売となっており、『パワプロ2016』以降の作品では発売翌年の選手データへのアップデートを無料で行うことができる。
カードゲーム版
プライムナインやBASEBALL HEROESのノウハウを生かし、2006年7月20日には、『パワフルプロ野球カードゲーム』、『パワフルメジャーリーグカードゲーム』が発売された。
野球盤
更に、2006年の秋にはエポック社との共同開発により、『実況パワフル野球盤』が発売された。

### メインシリーズの変遷
'94 - 3
スーパーファミコンで発売。この3作でペナントの基本形が作られる。3でサクセスが初登場。
4 - 6
NINTENDO 64で発売。球場がポリゴンで表現されるようになり、キャラクターも繊細なグラフィックで描かれるようになった。サクセスでの投手育成、サクセス選手のウグイスコールなどシステム的な変更点もあったが、最も大きな変更点としてN64コントローラの3Dスティックでのアナログ操作が追加された。
7 - 8
PS2で発売。グラフィックがフルポリゴンで表現されるとともに、ユニフォームのデザインが細かく再現されるようになった。1チームあたりの登録選手が増加した他、今までイチローなど一部の選手だけだった特殊なモーションが一気に増え、データ以外でも選手ごとの個人差がつくことになった。さらに『パワプロ8』からは球場の看板が広島市民球場以外は実名になった。なお、『パワプロ7』からは発売時期が開幕後になったため、無印版がそれまでの開幕版と同じ役割を担うようになり、シーズン開幕後の成績がデータにある程度反映されるようになった。
9 - 12
PS2とGCのダブルプラットフォームに。サクセスとは一味違う「マイライフ」や「対決！伝説選手」などの新モードが多数追加された。『パワプロ12決定版』からは広島市民球場の看板も実名となった。『パワプロ10』からオリジナルチームの作成も可能となっている。GC版とPS2版での違いはほとんど無いが、GC版ではGBA版パワポケシリーズの選手パスワードを入力することができる。
13
『パワプロ8』以来のPS2のみのシングルプラットフォームに戻る（オンライン要素を充実させるためとされた）。オンラインモードはリニューアルされ、一人のユーザーが選手となり、全国のユーザーとチームを組んで対戦する方向になる。キャッチャーウインドウが無くなる、以前の作品より同じ球速でも遅くなっている、変化球の表示が左右逆になる、強振時にもミートカーソルの数値によって大きさが影響される、プロスピ同様フライング盗塁システムの導入などの大きな変更が加えられている。『パワプロ13決定版』ではオプションでキャッチャーウィンドウのあり・なしが自由に選べるようになっている。本作をもって「シナリオ」モードが一旦廃止された。
14,15
PS2とWiiのダブルプラットフォームに。また、Wii版は『パワプロ14』では『実況パワフルプロ野球Wii』の名称であり、数字はつかなかった（ゲーム内容はほぼ同一）が『パワプロ15』ではPS2版と同じく数字がつくようになった。PS2版はPSP版との連動、Wii版はパワポケシリーズとの連動と、Wiiならではの操作方法を導入した『リモパワ』モードといった特徴がある。『パワプロ14』および『Wii』はどちらもオンライン対戦が可能だが『パワプロ15』はオンラインに対応していない。
2009
『パワプロ2009』以降はメインシリーズも年号表記となる。『パワプロ2009』は（後述『パワプロNEXT』との兼ね合いで）PS2版のみの発売。
2010 - 2018
『パワプロ2010』からHD機であるPS3で発売され、グラフィックはさらにリアルになり、PS3版でもオンライン対戦が標準搭載された。またパワポタシリーズとして独自展開していたPSP版も同年からメインシリーズとして発売されることになり、PS3とPSPのダブルプラットフォームになった。『パワプロ2012』ではここにPS Vitaを加えたトリプルプラットフォームになる。『パワプロ2014』までは毎年発売されたが『パワプロ2015』は隔年発売方針への転換に伴い、発表されず欠番となった。『パワプロ2016』以降はPSP版が廃止され、PS4・PS3・PS Vitaの3機種で発売された。2017年度は『パワプロ2016』のver.1.07のシーズンアップデートで2017年モードとして追加されることとなり、同時に次回作についても開発中であることが公表された。これにより『2014』以降はシリーズそのものが隔年販売に移行している事が確定した。『2018』では『13』をもって廃止されていた「シナリオ」モードが「LIVEシナリオ」という形で復活した。
2020,2022
コナミ主催のeスポーツイベントの公式ゲームであるため、タイトルから『実況』の文字が外れ、代わりに『eBASEBALL』がつくようになった。それに伴い、第一作からほとんど変わっていなかったタイトルロゴデザインも一新された。Nintendo SwitchとPS4のダブルプラットフォームでの発売。任天堂ハード対応のパワプロメインシリーズの発売は、上述の『15』以来である。
2024-2025
タイトルから『eBASEBALL』が外された。また、年号表記が2年単位となる。
決定版に関しては『パワプロ10』から『超決定版』と題して発売されたが『パワプロ12』からは元の「決定版』に戻った。理由は「パワプロが発売されるたびにパワーアップされるのは当たり前」ということで戻したという。『パワプロ15』から『パワプロ2010』までは決定版が発売されておらず、『パワプロ2011』で4年ぶりに決定版発売となった。『パワプロ2013』では発売前から決定版を出さないことを明言しており、最新の選手データを無料で配信している。
なお、メインシリーズの数字の読み方は、『パワプロ11』（超決定版）までは「テン」、「イレブン」などと英語読みだったが、『パワプロ12』以降は「じゅうに」「じゅうさん」と日本語読みになっている。

## ゲーム内容
登場する選手はすべて2頭身で、鼻や口が無く目だけの顔が特徴的であり（『パワプロ7』から眉毛がつき『パワプロ2010』からは「顔パーツ」によって選手ごとにビジュアルの特徴がつけられるようになり、『パワプロ2022』では輪郭が選べるようになる。それらは「パワプロくん」と呼ばれる。
それまでの野球ゲームとは操作方法が大きく異なっており、発売時から話題になった（従来の方法にも設定可能）。ファミスタに代表される動作とは異なる、リアルな動きを追求したシステムや操作性が特徴。守備時に各塁へ送球する操作は、これまで「左手側ボタンで投げる塁を決め、右手側ボタンで投げる」操作が主流だったのに対し、本作では右手側のボタンのみで送球ができる。これにより空いた左手側ボタンでボールを持った野手を操作できるようになり、戦術の幅が広がった。打法や投法のバリエーションなど選手のモーションは作品を重ねる毎に細かい動作が追加されている。
打撃時の操作は、ボールの移動に合わせてミートカーソルと呼ばれる打撃範囲を移動して狙いをつけるシステムをとる。ミートカーソルは選手の能力や場面に応じて変化するようになり、また外角側よりも内角側のほうへ伸びている。ミートカーソルのどの位置でとらえるかによって打球の性質や飛距離が変化する。カーソルの中心付近の小さな点が最も飛距離が出る真芯であり、ここでとらえると「真芯でとらえた！」と実況される。
これらはパソコン用ゲームとして開発された同社の『生中継68』と『激突ペナントレース2』のシステムを元に改良したものである。
また、このシリーズを代表するゲームモードに「サクセス」がある。これは、いわゆる「選手エディット」の代替として作られたモードだが、現在では野球と並ぶもう一つのメインモードの扱いになっている（詳細は実況パワフルプロ野球 サクセスモードを参照）。かつてはサクセスモードのみを対象とした攻略本が発売されたこともある。またサクセスモードをどこでも手軽に楽しめるソフトとして、1999年にゲームボーイ用ソフトで『パワプロクンポケット』が発売され、その後パワポケシリーズというもうひとつのシリーズとして発展した。
選手データと特殊能力は選手ごとに細かく設定されている。また選手の個性的なフォームを再現するモーションは、ハードの進歩により鮮明でより細かい動きが追加された。
試合を盛り上げる要素として、場内アナウンスや応援団による応援、野球中継のような実況という音声での演出が搭載されているのも特徴である。スポーツゲームに実況音声を収録したのも『パワプロ'94』が初とされている。

### 仕様
『パワプロ12』以降における最新版での要素として、以下の項目が挙げられる。
メンタルシステム
対戦モードにのみ出現するものとペナントモードなどのゲーム中でも出現するものに分かれる。前者としては、打者の場合猛打賞のように沢山ヒットを打つとその時々の好不調に関係なく調子マークが踊りだして調子が上がる。投手の場合完投するような投手だと9回など完投直前で同じように調子マークが踊りだして調子が上がる。逆に、野手だとエラーをするなど、投手だと打ち込まれるなどで調子が下がる事もある。これらはペナントモードなどでは出現しない（『2011』及び『2011決定版』においては、ペナントモードの手動試合中に活躍することでその試合中に限って調子が上がることがある）。
『2014』のペナントモードからは「ゾーン」「スランプ」が追加される。
野球として細かい動作の追加
- 自打球を当ててしまうと痛がる表情が入り、場合によってはそのままケガとなってベンチに下がってしまうこともある。
- 球威に押されたり、当てた場所や具合によってバットが折れるようになった（どこまで本来のバットが折れる状況と合っているかは不明）。
- 打者が平凡なサードゴロを打ったのにサードに折れたバットが当たって打球を処理出来ずヒットになるような事がある。
- アンダーシャツの袖にシワがある（『パワプロ14』）。

演出
一部の選手にはホームラン時の固有フォロースルーがある（新井貴浩や村田修一など）。同様に、一部選手にはホームラン後の演出があり、ベンチ前で現実と同様のパフォーマンスをする（松田宣浩の「熱男」パフォーマンスなど）。
『パワプロ2018』では演出が更に強化され、コリジョンルール対応のモーション変更、ホームランパフォーマンスの追加、ロッテの「We are」などが新たに演出として加わった。
その他
『パワプロ2016』の2017年度データより、指名打者の途中解除に対応した。
『パワプロ2018』のver1.05アップデートより、申告敬遠システムに対応した。現実同様、1球も投げることなく敬遠が出来る。

## 登場キャラクター
現役の選手のほかにOB選手が登場し、アレンジチームに登録して選手として使用することが出来る。
- 初期のパワプロでは全OBが活躍した年の所属球団のOBとして登場していた。『パワプロ12』以降、制作された年の時点で各球団のスタッフとして所属しているOBは版権をNPBから借りているため、現役当時の所属球団ではなく現時点での所属球団のユニフォーム、背番号で登場する。監督・コーチを辞任したOBは版権（特に各局の専属解説者に就任しなかった場合）を各マネージメントなどから獲得する必要があるため次回作から登場しなくなる事が多い。
- 2006-2007年にヤクルトのプレイングマネージャーを兼任した古田敦也は、『パワプロ13』『パワプロ14』では通常のヤクルト選手として登場するものの、球団スタッフの1人として同時登場していたため、2007年の引退・監督退任以降、長年OB選手枠としての登場は無かったが、『パワプロ2014』にてようやく初登場を果たす。なお『パワプロ14』のマイライフで古田以外を選んだ場合、監督、選手の古田が別人として処理されている。
- 制作の近年に死去したOBは一時登場しないときがある（小鶴誠・鈴木貴久などはこれにあたる。また、2000年に死去した秋山登は『パワプロ10』（2003年製作）で『パワプロ7』以来の再登場となり、1999年に死去した別所毅彦は『パワプロ10』で初登場している）。また、『パワプロ14決定版』発売（2007年12月20日）前に死去した島野育夫、稲尾和久は『パワプロ14決定版』に登場している（両人は『パワプロ15』に登場していない）。
- 『パワプロ8』『パワプロ8決定版』では、51歳（当時）の村田兆治が登場したことがある（シリーズ最年長選手）。140km/h前後のストレートを持っている。別データとして1976年の選手データも収録されている（同作のサクセスでは1976年の選手データを使用している）。
- 『'98開幕版』では佐藤和弘（パンチ佐藤）、川上哲治がOB選手枠として登場していたが佐藤は『パワプロ2001』以降、川上は『'99開幕版』以降は登場していない。
- 版権上の理由でパーフェクトプレープロ野球シリーズやプロ野球スピリッツシリーズに出てくる解説者の宮本和知は97年の引退以降OB選手枠としてでは登場しなかったが、2019年から巨人の投手コーチに就任したため、OB選手として収録された。
- 2002年に引退した元ヤクルトの池山隆寛は引退した翌年、ナムコの作品である『熱チュー!プロ野球』のCMに起用され、OBとしては『パワプロ10』のみ未登場だったが、『10超決定版』より全作品登場している。
- 『パワプロ2014』ではOBの他に海外現役選手も一部OB扱いで登録されている。無論、該当選手が選手として日本球界に復帰した場合は次回作のOB選手枠から除外される（ゲームモードとオンラインアップデートなどの原因からOBデータと移籍後のデータを両方用意した場合もある）。
  - イチローは海外移籍以降、長年OB選手枠としての登場は無かったが、『パワプロ2022』にて初登場を果たす。
- 『パワプロ2014』からの栄冠ナインモードでは、その年度に16歳（高卒の現役選手が高校入学する年度）になる選手もしくはOB（転生プロ・転生OB）がランダムで入学してくることがあるため、開始年度をその作品で収録されているOB最古選手の高校入学年度から指定できる（例：『パワプロ2024-25』ではOB最古選手は藤村富美男のため、彼の満16歳年度である1932年から指定できる）。
- 『パワプロ2024-2025』におけるOB最古選手は藤村富美男、直近年度のOB選手（海外現役選手除く）は谷内亮太（日本ハム・コーチ）（発売時点）。
- 『パワプロ2020』では前田健太とダルビッシュ有は通常のOBデータの他、本人監修による別データ（自分の理想像を基にデータ）が登場した。なお、本人監修版データはサクセス選手扱いとなる。
- 『パワプ2024-2025』では、阪急・近鉄・南海が収録されたため、ソフトバンクとオリックスのOB選手の扱いが異なり、後者の2チームが1989年以降に活躍した選手が対象となっている。

一方で不祥事により、支配下登録選手であるにもかかわらず（一旦）収録漏れになった事例がある。
- 『パワプロ5』ではプロ野球脱税事件に関与したとされる選手が登場していない（後に一部該当選手の公式パスワードを公表することで対応）。
- 『パワプロ2000決定版』及び『パワプロ7決定版』では同年のリーグ最多勝・最多奪三振・ベストナイン・ゴールデングラブ賞の松坂大輔が道路交通法違反で起訴された為登場していない。
- 『パワプロ2016』では高木京介が初期データから登場していない[注 3]。

## 各モード
近年のパワプロシリーズにある各モード。一部作品には入っていないものもある。なお『パワプロ8』のサクセスモード、『パワプロ2014』からの栄冠ナインモード、『パワプロ2016』からのパワフェスモードでは、使用可能選手か対戦相手としてOB選手が登場する場合もある。その他、ペナントとマイライフではOB選手がコーチかイベントキャラとして登場する。

### 対戦モード
シリーズ当初からあるモード。好きなチームを選んでコンピュータや他のプレーヤーと対戦できる。コンピュータ同士で行われる試合を観る「観戦モード」もある。NEXTと2020では「1P・2PvsCOM」「1P・2Pvs3P」「1P・2Pvs3P・4P」といったチーム戦で遊べるようになった。観戦モードでは対戦する両チームの操作をコンピュータが行い、プレーヤーは選手起用を行うこともできる。他の野球ゲームにコンピュータ同士を戦わせるモードがあるものは意外に少ない。『パワプロ9』からは野球中継と同じような投手側の視点の画面が使えるようになった。『14』以降では守備シフト設定ができるようになった。

### ペナントモード
『'95』から登場（『'94』ではパスワード式の「ミニペナント」モードがあった）。サクセスモードと並んでメインとなるモード。元々は「リーグ」の一人用で実際の公式日程どおりに全試合行うものだったが、転機となったのは『パワプロ6』（N64）、夏季発売の『'99開幕版』など1999年発売の作品で初登場したドラマティックペナントから。当時のステータス変動は現在のような大掛かりなものではなく、春季キャンプと海外留学のみの変動である。また、一定の成績を収めると「パワーヒッター」や「アベレージヒッター」が付く程度のものだった。
その後『8』（PS2）で現在のペナントモードの礎となっているトレードやドラフト会議を含む3年プレーできる複数年ペナントが誕生した（同年『2001』などその後のPS版では、選手育成にサクセス要素を含ませたペナントが誕生しているが、COM球団のステータスが向上しないなどやりこみ性が乏しい）。
『NEXT』のペナントは、従来のシステムのとは別のシステムが導入され、金銭システムやドラフトといった要素を排除し、重要な試合「スポットライト試合」後に手に入る様々な効果を持つカードをセットし、1年間のペナントレースを戦い抜く。近年のペナントモードがシミュレーション要素の強いモードであったのに対し、『NEXT』は試合に重点を置いたつくりとなっている。
以下はこの複数年ペナントについて詳しく解説する。
- （無制限となった『2022』を除いて）初めて複数年が導入された『8』は3年、『9』から『12』は20年、『13』から 『2014』は20年、『2016』 から 『2020』は30年が最長プレイ可能年数として設定されている。なお、『2020』以降はシーズン終了後にプレイチームの変更が出来るようになった。
- 1年目は実際と同じ日程のペナントを戦う（シーズン直前の異動は考慮しない）。交流戦（『12』以降）、パ・リーグのプレイオフ（『11』 - 『13』）やクライマックスシリーズ（『14』以降）も用意されている。『12』から『2009』までは一時話題になった1リーグ制に変更する事もできた。12球団の中から1つ球団を選んでプレイ（『12』以降は1リーグ、セ7チーム、パ6チームなどの変則2リーグ、1リーグ2 - 5、7、8チーム、オリジナルチーム参加でのプレイも可能）する「ひとりで」と複数球団を操作する「みんなで」の2つのタイプがある（「みんなで」は『2009』をもって廃止）。
- 選手の能力が変動する。能力が上がる選手もいれば、年齢の高い選手などは能力が衰えることもある。試合中にケガをすることもあり、長期（数週間 - 数ヶ月）に渡り離脱するような重傷を負った場合、負傷箇所に関わる能力が低下する。『2018』からは疲労度が追加され、連続で出場するほど疲労が蓄積し、成績の低下や負傷の原因となる。
- 選手の獲得方法として主に以下の方法がある。
  - ドラフト新人の発掘・獲得
登場選手は架空。『8』から『12』までは高校・大学・社会人合わせて3人まで獲得可能。『12』からドラフトのみ自由獲得枠と重複指名の当たりくじ選択を導入、『13』からは高校生と大学生&社会人に分かれており合わせて3人まで、『15』では高校生と大学生&社会人の枠組みはなくなり最大6人、『2016』から最大10人となり、オリジナル選手も参加させられるようになった。『2022』からは時間経過により引退した収録選手や収録OBが転生選手として再登場する可能性がある。
  - 他球団とのトレード
日本人選手のみで1対1、1対2、1対3、2対2、2対3、3対3の交換トレードのみ可能、『15』から金銭トレードも可能になった。外国人選手は当初はFA権を取得後した後のみ可能だったが『2014』からはFA権のない外国人選手もトレード可能になった。
  - 自由契約選手の獲得
『8』から導入。『9決定版』以降は一旦廃止されていたが、『14』から復活。自由契約になった選手を日本人・外国人問わず獲得できる。ここでどの球団にも獲得されなかった選手は引退もしくは帰国（登場しなくなった）となる。
  - FA宣言選手の獲得
『9』から導入。実際の制度と同様、1球団最大2人まで選手を獲得することができる。人的補償制度も導入されている。当初は獲得したい選手を選択して入団するか否かを待つだけというものであったが、『10』からは各選手が具体的な起用条件（フルシーズン1軍、スタメン起用など）を持っており、それをもとにより細かな交渉が可能になった。『2014』から交渉材料は年俸・契約年数・背番号のみとなった。『2018』からは年俸ランクが設定され、実際のFA同様ランクC以下では補償の必要がなくなった。
  - 海外帰国選手の獲得
『2014』から導入。ポスティングシステムを使用して海外移籍した選手が数年後に帰国してきた際、FAと同様に獲得交渉を行える。ペナントモード序盤では、OB選手に含まれている現役メジャーリーガーが登場する。
  - 現役ドラフト
『2024-2025』から導入。各球団が対象選手の中から選手を2名以上選択し、欲しい選手がいる球団を全球団が投票、最も得票数の多い球団から指名を開始、以後は指名を受けた球団が順番に選手を指名していく。これを必ず1巡行い、2巡目は1巡目の逆の順序で指名する。2巡目は指名権を放棄できる。
指名対象選手の条件が、日本方式と海外方式の2種類から選択出来る。

コーチ（「指導力」でシーズン中の選手の成長が変化）やスローガンなどを選び（『13』では選手会長の指名もある）全試合プレイして優勝を目指す、通常時には高速試合を設定し、自分の出番だけマニュアル操作にして選手1人になりきってシーズンを過ごす、試合をオートにし外国人選手やなどの補強を行い、チームを見守る監督・フロントになるなど、多彩な遊び方が考えられ、長く遊べる充実したモードになっている。『15』から資金の概念が導入され、金銭トレード、新外国人、FA選手補償、年俸制度が追加された。『2014』からはチーム毎の支配下登録可能選手数が現実と同じ70名に増え、現役選手が全員登録されるようになった事もあり、シミュレータのように使用する事もできるようになっている。
『2016』のver.1.07からは、これまで固定だった監督の交替や選手兼任監督の指定も可能になった。期間が30年になったことで同じ監督で続けるのに無理が出たためとのこと。
『2018』からは4年に1度、オリンピックをモデルとした「インターナショナルベースボールカップ」とワールド・ベースボール・クラシックをモデルとした「ワールドチャンピオンシップベースボール」の2つの国際大会が開催されるようになった。また、これまで投手12名・野手16名で固定だった出場選手登録数が合計28名（『2020』以降29名）の範囲内で投手と野手の割合を変えられるようになった。
『2020』から、春季キャンプのみだった球種取得やポジションコンバートが、二軍選手のみではあるがシーズン中でも可能になった。

### リーグモード
『3』より導入。ペナントモードとは違い、好きなチームを選び、好きな試合数で対戦できるモード（ペナントモードの発展に伴い、そのイメージは薄れつつある）。選手が成長することは無い。4文字でそれぞれのチームにニックネームをつけられる。『2』にはトーナメント形式の対戦も出来るようになった（それまでのシリーズではリーグ初日に決められたボタンを押すとプレーオフモードとしてプレイできた）。『13』では無くなり、対戦モードに「みんなで」という形の項目に変わった。『12』はチャンピオン大会内の1モードとなる。

#### チャンピオン大会（大会）
『12』『13』に登場。それまでのリーグモードを発展させたモード。従来のリーグ戦、トーナメント戦のほかに「チャンピオンカップ」が追加された。自チームを選択して三種類のトーナメント（プロ12球団が登場する「プロ野球カップ」、年代別のOBで構成されたチームが登場する「伝説最強カップ」、『5』や『9』、パワポケシリーズのサクセスに登場した高校野球チームが登場する「夏の高校野球杯」）に挑戦する。
『2020』では「大会」として登場。リーグ戦、トーナメント戦2種類の対戦も出来るようになった。

### シナリオモード
各球団の実際にあった試合をすることができる。春発売の場合は前年、夏発売の場合はシーズン序盤から選ばれることが多い。9回2死満塁からなど、特定の場面から試合を始め、勝利することでクリアとなる（特定の条件でクリアというのもあった）。また、特定の条件（概ね実際の試合展開に限りなく近い条件）をクリアした上で勝利すると、完全クリア（『7』以降）となる。このモードを12球団分全てをクリアすると隠し選手や隠し球場が出現する。類似のモードとして『パワポタ』シリーズに架空の場面から試合を始める「段位認定モード」が存在する。なお、選ばれるのは史実で勝利した試合とは限らない（『2000』では中日とダイエーのシナリオで同じ試合・同じ場面（日本シリーズ第1戦）が対象ということがあった。史実では勝ったのはダイエー）。
シリーズの中で特に多いシナリオが楽しめるのが『11超決定版』の「どこでもシナリオ」で4月から9月の各月間に1チーム1つノーマルシナリオが用意されており、12球団で計72個のノーマルシナリオが楽しめるだけでなく、ノーマルシナリオのクリアした月の試合を8回から難易度を設定して遊べる。

#### どこでもシナリオモード
『11超決定版』のみに登場。月ごとに分かれており、シナリオをクリアするとその月の全試合（全試合8回表から。ただし、雨天中止の試合はそれよりも前）をプレイする事ができるモード。

#### LIVEシナリオモード
『2018』から登場。実際に行われた試合のシナリオがオンラインで即日配信される。概ねその試合で起こったターニングポイントを始め、その試合展開に限りなく近い条件を再現することでクリアとなる。

### サクセスモード
アドベンチャーゲーム形式でオリジナル選手を作る、他の野球ゲームでは見られないパワプロ独自のモード。『3』から導入され、同シリーズの看板モードの一つとなっている。
サクセスのコンテンツを特化したシリーズ作品存在し『Basic』と銘打たれた作品を初めとするサブシリーズではサクセスモードが搭載されていない、あるいはサクセスから独立された選手育成モードを収録された場合もある。

#### パワフェスモード
『2016』以降のメインシリーズで登場。今までの作品のサクセスモードのキャラ・チームと対戦するモード。『ヒーローズ』ではパワフェスモードのシステムを元にした「ヒーローズ」というモードも登場。

### ホームラン競争
『6』から登場（メインシリーズ以外は、コンシューマでは『'98開幕版』、アーケード版では1997年稼動の『パワプロEX』）。ホームランを打ち記録を競い合うゲーム。
多くの作品では、このモードの活躍によってOB選手が獲得できる。
『9』では『ホームランくん』というモードも登場。これはスタートの東京都中央区の地方球場からゴールの福岡ドームまでの距離(1500km)分のホームランを打ち続けるものでクリアするとホームランくんを登録できた。

### マイライフモード
『10』から登場したモード。
野球だけでなく、結婚やマイホーム建設、契約更改・FA宣言・トレード志願など1人のプロ野球選手の人生を送ることができる。初登場時は「ペナント&マイライフ」モードの中に含まれており、試合を繰り返す簡素なものであったが、『11』からモードを独立させて大幅にパワーアップした。
『2011』以降のマイライフはサクセスの展開にやや近くなっている。
最新作『2024-2025』で搭載されているモードは、完全オリジナル選手でプレーするプロ選手野球人生編、サクセスモード等で作成したオリジナル選手でプレーするオリジナル選手編、12球団の現役選手でプレーする憧れ現役選手編の3つ。過去には、プレイ最長期間が1年間限定と大幅短縮される代わりに監督采配が出来るプレイングマネージャー編や、独自の年間目標を設定された優勝請負人編・引退の花道編などが存在していた。
細部仕様は作品によって若干異なるが、共通となる仕様は下記の通り（『10』と『15・2009』除く）。
- 最長プレイ期間は当時のペナント同様最大20年（『2016』以降は30年）となる。
  - ただし「憧れ現役選手編」では、その選手が満50歳になる年度、あるいは現役30年目になる年度をもって強制引退させられる。
- ゲームを開始する際に選択する難易度と、ゲーム中での自分の活躍如何によって難易度が上下する「マークシステム」を搭載している。
- 「地域」という概念が存在し、交友関係は同じ地方にいると出来る。この他、地域別限定要素も一部存在する。
- サクセスの彼女候補同様、マイライフでは結婚できる彼女候補が存在している。旧作では完全オリジナルキャラのみだったが『パワポタ4』（PSP版『2010』）及び『2014』以降の作品ではマイライフオリジナルとサクセスモードからの彼女候補キャラが共存する。なお現役選手をプレーした場合のみ既婚・子持ち状態（どちらもモブキャラ）でスタートすることも可能。
- 旧作プロ編サクセスのように、マイライフオリジナル選手（チームメイト）が存在する。『2011』以前の作品のオリジナル選手は1人のみだったが、『2012』以降はプレー年度に応じて新たなオリジナル選手が追加された（後述）。
- 調子は一定期間ごとに変動する。作品によって完全ランダム形式と、自動で上下する「調子バイオリズム」の2タイプに分かれている。
- サクセス同様、他モードで使用できるオリジナル選手を登録可能。旧作では回数限定かつ特殊なアイテムが必要だったが、現行作品では自由契約になった場合を除く年末に自由に登録可能。なお、マイライフから育成したキャラをオリジナル選手編で再プレイするのは不可能。
- 交友リストに入っている選手には同じチームならば連携練習ができ、自他ともに能力が上がる。または特能練習ができ自分の持っている特殊能力を複数回練習（特殊能力によって回数は異なる）することで相手が獲得でき、相手の特殊能力をもらう時は経験値が上がっていく。（なおどちらも獲得できる特殊能力には限りがある）

#### マイライフの登場人物
『2011』まで奥居、すみお、彼女候補以外のマイライフオリジナルキャラが存在しなかったが『2012』から新たな固有選手キャラが登場する。すみおを除くキャラの下の名前（ミゲルの場合はファミリーネーム）は『2014』で判明した。
主人公
マイライフモードの主人公で、プレイヤーの分身に当たる。出所はオリジナル、現実の既存選手の場合もあればサクセス、栄冠ナインなど育成モードで育て上げた人物など様々。お人好しで明るく熱血なサクセスの主人公とは対照的にあまり喋らない寡黙な性格。良くも悪くも野球馬鹿で常時野球のユニフォーム姿のサクセス主人公とは異なり、パーカーやスーツを着こなすおしゃれな一面もある（ただし帽子は常に着用している）。
奥居 紀明（おくい のりあき）
サクセスモードの矢部と同様、マイライフモードの相棒にあたる選手。一人称も矢部と同じ「オイラ」。語尾によく「 - だぜ」がつく。ポジションは『2011』までは主人公が投手の場合は投手、野手の場合は外野手。『2012』以降は外野手で固定され、プレイ中（3年目の春季キャンプ1週目）にサブポジが付く。趣味は『2013』までは釣り、『2014』以降は麻雀だが、近年ではどんなものでも趣味を変えずに付き合ってくれる。
妹が2人おり、「11超決定版」で「まりん」が、「2012」で「亜美」が登場する。
PS2時代(「15」まで)は入寮時や1年目の新人合同自主トレで主人公の頭にボールをぶつけてきたり、女子アナウンサーにタメ口でアプローチをかけ困惑させるなどお調子者でひょうきんな性格だったが、現在ではそのような設定はほとんどなくなった。
選手としては特殊な扱いとなっており、絶対にトレードされたりFA宣言をしたりせず、主人公が最初に入団した球団に留まり続ける。奥居絡みのイベントをこなさないと結婚できない相手がいるなど、様々な場面で鍵となる人物である。
また、『2018』およびSwitch版までは交友で一緒に練習すると必ず何かしらの能力が1上がったが、『2020』以降からは能力の上りが落ち着いた。なお『2024-2025』では能力の上昇がB前半までとても速い。
すみお
主人公が所属する球団の寮長。名字は各球団の二軍本拠地の地名から取られている（例：阪神＝「鳴尾浜 すみお」）。『13』及び『2024-2025』では姪の『今野 早矢(こんの はや)』が彼女候補として登場している。
ミゲル・ロビンソン
『2012』から登場。7年目にやってくる、主人公と同じポジション（二刀流プレイの場合は投手）の外国人選手。オープン戦で成績を競い、主人公が負けるとその年は二軍スタート、主人公が勝つと野手の場合ミゲルが別ポジションにコンバート、投手ならビハインド起用で様子をみる事となる。『2016』の2017年度モード（及びそれ以降の作品）では、監督がキャンプ時に主人公を主力(1軍)確定宣言していた場合は勝負が行われず、無条件でミゲルのコンバート(ビハインド起用)が確定する。
国分 俊徳（こくぶ としのり）
『2012』から登場。シーズンオフに行われるイベント「ちびっこ野球教室」で登場。主人公に「いつかポジションを奪う」と宣言する。その後11年目に主人公と同じポジション（二刀流プレイの場合は投手）の選手として入団し、ミゲルと同様にオープン戦で成績を競う事となる（勝負が行われない条件もミゲルと同じ）。
鳥羽 智（とば さとし）
『2013』から登場。5年目に入団してくる、アメリカ帰りの選手。ポジションは主人公が投手の場合は投手、野手の場合は外野手（二刀流プレイの場合は投手）。夜のフリーターンで彼と食事をすると彼の過去の話を聞くことが出来る。話の流れ次第で野手はポジションに応じた特殊能力、投手は「ムービングファスト」を習得することが可能。
二上 信（ふたかみ しん）
『2014』から『2018』まで登場。ポジションは投手で固定。能力は非常に低く、何もしなければ2年目の契約更改で戦力外通告を受ける。一緒に何回か練習すればある程度の延命は可能だが、能力に関わらず4年目の契約更改で強制的に戦力外通告を受ける。
解雇後、翌シーズンに主人公に自分の食事店の開業に資金提供を依頼してくる。その話を受けると本拠地の空きテナントに開業するが、その後にも店に数回訪れないと閉店する。
『2020』から各都道府県でカフェ以外の食事店が削除されたため、その流れで二上の存在も削除された。
古賀 廉太郎（こが れんたろう）
『2014』から登場。11年目のシーズンオフになる前に本拠地の空き地に野球教室を開設していると、12～14年目に生徒として登場する隠しキャラ。15～17年目の夏には彼の高校野球での活躍が報道され、18年目に主人公が所属する球団に高卒の選手として入団してくる。ポジションは主人公が投手の場合は投手、野手の場合は外野手（二刀流プレイの場合は投手）。初期能力値は野球教室での指導回数で変動し、最大まで指導した場合の能力値は国分をも上回る。

### 対決！伝説選手モード
『10』（『10超決定版』）・『11超決定版』に登場。その名の通り往年のOB選手と対決するモード。相手が打者なら打ち取ると、投手なら三打席でヒットを打てばプレイヤーの勝利となる。勝利すると対決したOB選手のデータが登録され各モードで使用可能となる（伝説選手モードを除く）。

### 対決！レジェンドバトルモード
『2024-2025』登場。その名の通り現役選手と往年のOB選手と対決するモード。相手が打者なら打ち取ると、投手ならヒットを打てばプレイヤーの勝利となる。ラウンドごとに各12球団からなるグループから対戦相手を選択。まずグループ内の現役選手を4人撃破すると、最後にレジェンドOBとの対決となる。これを繰り返してオリジナル選手を育成していく。

### 栄冠ナインモード
『14』で初登場。高校野球の監督となって選手を育成し、甲子園での優勝と選手のプロ入りを目指すモード。『2009』までの作品ではサクセスモードの一つだったが、『2014』以降の作品ではサクセスモードから独立したモードになった。
試合では選手の操作は一切行えず、試合開始時に指定した注目選手の打席または登板やピンチあるいはチャンス時や9回以降のみ、選手に指示を送ったり交代したりできる。試合で活躍しスカウト評価が一定を越えた選手がドラフト会議で指名されると、その選手の卒業時にオリジナル選手として登録できる（『2020』からは著しくスカウト評価が高い選手のみ複数球団の競合ドラフト1位として指名され、スクラップブックに記録される）。
『15』から3年生の引退時にチームをアレンジチームとして登録可能になった。『2018』以降は育てたチームを使用してオンライン対戦できる機能が追加された。『2020』からは有望な中学生を入学するようスカウトできる「新入生スカウト」と、能力が高いまたは甲子園で突出した成績を残した選手（当初は3年生のみ、後に対象選手が全学年に変更）が夏の甲子園後に日本代表に選出され帰国時に能力が上がる「U-18日本代表」のシステムが追加された。
ゲーム開始時に所属地区や年度（『2014』以降）などを設定できるが、これらは毎年入学式の日に変更が可能。ただし、年度は変更すると3年後まで変更できない。
入学してくる生徒は基本的に架空選手。ただし『2014』以降、ゲーム内に収録されている現役選手やOBが転生プロ・転生OBとしてランダムで入学してくる場合がある。転生OBとプロは入部したての能力値を想定しているため、初期の基礎能力値が登録されているものから約69%程度に落ちているが、特殊能力と投手の所持している変化球の球種数は据え置きのため、よほど元となった転生選手が弱くない限り、通常の新入部員より強い（場合によっては圧倒的な差がある事も）。年度を過去に設定した場合、実際にその年度に高校入学する年齢になった選手が入学してくる。また、対戦相手のチームにもそれらの転生選手が在籍している。また、低確率で天才選手が登場することがある。転生選手は所属地区によって入学する選手が異なり、岩手県なら大谷翔平や佐々木朗希が、愛知県ならイチローが、兵庫県なら村山実、小山正明、古田敦也が入学するといった違いが出てくる。（ただし、年代設定が現代より後の年の場合、選手の出身地に関係なく転生選手が確率で登場する）
リセットによる試合のやり直しなどを防止するため、セーブをしないでゲームを中断した場合、ペナルティとして所属選手全員の全能力が-10（球速は-5 km/h、弾道 / 変化球は1段階低下）される。
2020版では同じ日の一回限りでリセットでタイムスリップする事ができるが、同じ日に2度タイムスリップしてしまうとペナルティを受ける。ペナルティは1回目では何もないが2回目になると野手の弾道が-1になり2、3回になるに連れて投手、野手の全能力が下がってしまう（二刀流の場合は投手能力が減る）。
ニンテンドーDSソフト『熱闘!パワフル甲子園』およびスマートフォン（のちに、Nintendo SwitchとPlayStation 4向けの「家庭用版」の配信もスタート）アプリ『パワフルプロ野球 栄冠ナイン クロスロード』は、栄冠ナインモードのシステムを元にした作品である(なお前者は独立した作品扱いとなる)。そちらについてはそれぞれの記事を参照。

### 応援曲作成モード
『12』から登場。自分で応援曲を作成することができ、作った応援曲はパスワードでやりとりできる（オリジナル選手同様、PS2⇔任天堂ハード間のパスワードの互換性はない）。デフォルトで用意されている楽曲としてパワプロシリーズの主題歌やクラシック音楽、童謡が登場する。インターネットでは、初心者の為の応援曲ページも存在する。保存できる曲数は、当初は20曲だったが現在は1000曲近く保存できる（PSP版では、メモリースティックの容量により最大で1000曲保存できる）。『14』からは『9』以降の主題歌・サクセスEDとプロ野球スピリッツの主題歌が登場した。『12』・『13』では12小節しか作れなかったが、『2020』現在では56小節まで作成可能となった。『2016』より、応援歌での固有選手名コールが復活し、一部の選手に応援歌を割り当てると「○○○（選手名）」の部分が試合中に現実と同じような選手コールとなる（鈴木大地のように、下の名前でコールされる選手も下の名前でコールされている）。チャンステーマも同様。

### その他のモード
練習
打撃、投球、走塁、守備操作を練習できるモード。
アレンジモード
初登場は『2』。選択した球団を元に、オリジナルの選手編成ができるモード。好きな選手を寄せ集めすることもできる。サクセスモードで作った選手・OB選手・ホームラン競争で獲得した選手などを入れることもできる。『10』からはユニフォーム、チーム名などを自分で設定してオリジナル球団が作れるようになり、『12』からオリジナル球団がペナントモードでも使用可能し、『15』から架空球場もペナントモードで使用可能になった。『2016』はオリジナル球団がマイライフモードでの使用が可能になった（架空球場、サクセスキャラの使用不可など、モードとタイトルによってモードへの参加制限がある）。
データあれこれ
オリジナル選手の能力を見たり、パスワードを入力したり、オリジナル選手の音声を設定等ができる。パワポケ、パワポタシリーズと連動できる作品もある。パワポタシリーズでは、名称が「データあーしたりこーしたり」になっている。『2016』の2017年度モード以降では、オリジナル選手の生年月日を設定できるようになった。
パワプロショップ
初登場は『2016』。各モードを有利に進められるアイテムと、OB・サクセス選手などを入手することができる。
LIVEパワプロ
初登場は『2016』。他プレイヤーから作成したオリジナル選手・チームを入手することができる（作成した機種は不問。ただし、オンライン対戦などでは使用不可という制限がある）。

## 選手の能力

### 基本能力
本シリーズでは投手能力として球速・コントロール・スタミナ・変化球・適正、野手能力として弾道・ミートカーソル・パワー・走力・肩力・守備力・捕球、守備位置が設定されている。コントロール、スタミナ、ミート、パワー、走力、肩力、守備力、エラー率はその数値によってGランク - Sランク（『パワプロ2010』まではAランクまで）に分かれる。数値は1ポイント刻みで増減。2000年代の作品からは、各選手の個性を出すというコンセプトの元、プロ選手にもFランクやGランクを積極的に割り振るようになった。『パワプロ2010』までは、野手のパワー以外の能力上限値は15（ミートのみパワプロ12までは7）まで、パワー、スタミナ、コントロールの能力上限値は255までだったが『パワプロ2011』以降は『プロ野球スピリッツ』シリーズ同様の100までとなった（『パワプロアプリ』及び『サクセススペシャル』のみ、弾道と変化球以外を除く基本能力の数値は100を超える事が出来る）。
また同一パラメータでも作品によって効果が異なる場合がある（たとえば、守備時の走力に守備力が影響を及ぼす作品と及ぼさない作品が混在している）。
詳細は不明だが、能力値の設定には選手の実際の成績から能力値に変換する仕組みを利用しているという。これに加えてゲーム開発部署から各球団に担当者を配置して実際の試合観戦や一軍・二軍の映像資料を参考にしている。また数値に偏りが無いように全体会議でも調整され能力値を決めている。
球速
投手の調子が絶好調の時に出せるストレートの最高球速を表す。当初の能力値は80 km/h - 165 km/hまで。通常変化球などを投げると球速は下がるが、『パワプロ15』までは能力値の下限が実際に投げられる球速の下限と同じで、変化球等による減速を含めても80 km/hを下回ることはなかった（超スローボールを除く）。『パワプロ2011』以降は170 km/hが上限となり、『パワプロアプリ』を除く『パワプロ2016』以降の作品では175 km/hが上限となっている。『パワプロ2012』以降の育成モードでは肩力と連動するようになった。
コントロール
投手の制球力を表す。この数値が高いほど狙った所に正確に投げる事ができ、失投する確率も下がる。ただし、どんなにコントロールがよくても1%の確率で失投する。逆にコントロールが悪くてもスローボールは失投しない。『パワプロ2016』から、コントロールのいい投手でも着弾点がずれるようになり、成功率と失投率の変動に関わるようになった。
スタミナ
投手の体力を表す。この数値が高いほど、より長いイニング、多い球数を投げる事が出来る。試合中は1球ごとに球種や球威、投球時の状況や投球の結果に応じて消費されていき、スタミナが0以下になると他の投手能力がマイナス補正される。『パワプロ14』まで先発で出場する投手にプラス補正され、『パワプロ2012』からは先発適正をもつ投手が先発で出場した場合に限りプラス補正される。『パワプロ2016』からは能力の低下がスタミナの残量に応じて行われるようになった。
変化球
5方向の変化球に加え、ツーシーム等のストレート系変化球を取得可能。『パワプロ10』以降は1選手に1つまで同方向2球種（第2球種）を取得する事が可能となった（『パワメジャ』シリーズのみ全方向第2球種の取得が可能）。変化量は0 - 7で数値が大きいほど良く曲がる。変化量が0（つまり覚えていない変化球）は投げることができない（この場合、投手は首を振る）。『パワプロ15』以降はストレート系の第2球種を同時取得する事が可能となった（ストレート系第2球種と他の同方向第2球種の同時取得は当初より可能）。『パワプロ』に登場する変化球の種類は後述。
適性
『パワプロ2012』から登場した投手の起用法に対する適性。適性のない起用法で登板すると投手能力がマイナス補正される。先発、中継ぎ、抑えの3種類。『パワプロ2013』から野手の守備位置と同様に選手名のバックのが適性に応じた色（先発は赤、リリーフはピンク、両方の適性を持つ場合は半分ずつ）で表示される。サクセスモードのキャラは、『パワプロ2013』以降一部の選手を除きサクセス内の役割問わず全種類の適性を持つ。『パワプロ2016』以降のサクセス及びパワフェスは主人公とニセプロを除く全ての投手が全種類適性を持つようになった。
弾道
打球の角度の大きさを表す。1 - 4までで、この数値が高い打球が上がりやすい。本塁打の多い打者はほとんどが3か4。逆にパワーが低い選手の弾道が高いと凡フライが出やすくなってしまう。
『パワプロ2000』で初登場したパラメーターで、それまでも設定はされていたが、いわゆる「隠しパラメータ」であり、攻略本でしか確認できずサクセスモードではパワーの値によって自動的に変動するようになっていた。
ミート
打者のバットコントロールの上手さを表す。数値が高いほどミートカーソルが大きくなり、ボールをバットに当てやすくなる。強振時のパワー補正にも使用され、同じパワーならミートが大きいほうが打球が飛びやすい。
パワー
打球を強さや飛距離を表す。この数値が高いほど打球速度が速くなり、打球が遠くに飛びやすくなる。
走力
足の速さを表す。この数値が高いほど移動時の最高速度が上がる。走塁・守備の両方に影響し、数値が高いほど内野安打や盗塁が増え、進塁がしやすくなる他、守備範囲が広くなる。
肩力
肩の強さを表す。この数値が高いほど送球のスピードが速くなり、外野手の場合はより遠投できる。ただし送球の上手さは「送球」という別の能力となるため、肩力が高いからといって送球も逸れにくくなる訳ではない。
守備力
守備の上手さを表す。この数値が高いほど打球を捕ってから投げるまでが早くなり、ダイビングキャッチやグラブトスといったファインプレーも増える。また守備時の打球反応も早くなり、同じ走力でも機敏な動きができるため、結果として守備範囲も広くなる。ただし落球などは捕球（後述）等に依存するため、守備力が高くても捕球が低いとエラーが増えてしまう。
捕球
エラーのしにくさや球際の強さを表す。この数値が高いほど後逸や落球などのエラーが減り、ダイビングキャッチで落球する確率が下がる等、球際に強くなる。『パワプロ10超決定版』までは隠しパラメータ「エラー率」として表記されていたが、『パワプロ11』からは表記が「エラー回避」に変更され上記の5能力と同じ扱いになった。『パワプロ2014』からは「捕球」に名称が変更された。
守備位置
守ることのできる守備位置。投手、捕手、一塁手、二塁手、三塁手、遊撃手、外野手（パワメジャシリーズでは左翼手、中堅手、右翼手）から、1つのメインポジションと最大2つまでのサブポジションが表示される（旧作の投手はサブポジションとして表示されないが、大谷翔平の二刀流起用法対応として『パワプロ2011』以降に表示される）。表示される守備位置以外にも、ポジションごとに適正値が設定されており、事実上3つ以上のサブポジションを持つ選手も存在する。これは、パワプロでは隠しパラメータ（特殊能力「サブポジ」である程度は推測可能）であるが、パワメジャシリーズでは能力画面で確認できる。なお、適正のないポジションを守らせることも可能であるが、この場合守備力に大幅なマイナス補正を受ける。『パワプロ』では選手名のバックが守備位置に対応した色になっている（投手は赤もしくはピンク、捕手は青、内野手は黄、外野手は緑。サブポジションを持つ場合は半分ずつないし3分の1ずつになっている）。『パワプロ2012』以降、パワメジャシリーズと同様に能力画面で全ポジションの能力値が確認出来るようになり、パワメジャシリーズにもなかった「メインポジションより得意なサブポジション」が付与されている選手もいる（この場合「メイン守備位置にかかわらず、全ポジションの中で最も守備力の高いポジションでの守備力」が守備力として表記される）。

### パワプロの球種
『パワプロ』の変化球はシリーズ毎に増加している。ストレート系を除く各系統に名前を冠している変化球は基本変化球とされ、旧作ではそれ以外の特殊変化球を習得するには原則同じ系統の基本変化球を覚えている必要があった。現在では経験点による習得となっているが基本変化球よりも多くの経験点が必要となる（『パワメジャ』では逆にチェンジアップがフォークより少ない経験点で習得できるようになっている）。各球種にはパワー補正値が設定されており、ナックル、フォークなど球の回転数が少ないものはこの補正値が高めとなっている。なお、球の軌道などは簡略化されており（重力による影響を受けない）、難易度調整のために意図的に現実の変化球とは異なる軌道を描き、変化の仕方もオリジナル変化球を持つ投手以外は球種ごとに一様である（現実では同じ球種でも投手ごとに変化が異なる）。実際の変化球や球が変化する原理については球種 (野球)を参照の事。
なお、この節で使用するボタン操作はPS2・PS3のものであり、現在は廃止されているギミックもある。

#### ストレート系
ストレート（フォーシーム）
直球。最も打球の飛距離が伸びない球種。
作品によって強弱の差がある。『パワプロ2012』以降は大幅に弱まった代わりに「全力ストレート」が登場し、ストレートだけでもある程度の緩急が付けられるようになった。
以下のような特殊能力を持った選手のストレートは基本のストレートと多少違いが出る。
- ノビ（表記はシリーズごとに異なる）：球速が同じ選手のストレートよりも速くなる。
- ジャイロボール：シリーズによって動きが変わり「単に速くなる」「直球が微妙にホップする」「直球が少し沈む」「見た目には変化がないが打たれた時の打球速度が遅い」などがある。なお『パワプロアプリ』と『パワプロ2018』で登場したMAJORコラボレーション選手は、特殊能力ではなく後述の「オリジナル変化球」という別の形態が登場した。
- シュート回転：ストレートが、調子により一定の確率でシュート方向に変化する。なお、シュート回転が発生した時通常のストレートよりも打球が遠くに飛びやすい。そのため基本的にはマイナス能力として扱われているが、一部プラスマイナス両面能力に設定されている作品もある。
- ナチュラルシュート、真っスラ：ストレートがわずかにシュート（スライダー）方向に変化する。シュート回転を逆手に取り決め球とする投手が台頭することで上記のシュート回転から細分化されている。『2022』で初登場。

ツーシーム、ムービングファスト
『パワメジャ』シリーズ初登場の球種（ただしツーシームは『パワプロ10』 - 『パワプロ13』までオリジナル変化球として扱われた）。打者の手元で微妙に変化する。『パワプロ12』まではカットボール並みに曲がったが、『パワプロ13』ではほとんど曲がらない。
『パワプロ14』のみ特殊能力系の球種であった、『パワプロ15』以降ではストレート系の第2球種として扱われている。
スローボール
方向キーをどの方向にも押さずに投げるか、SELECTボタン、または変化球を持っていない方向を押すとこれを投げる。遅い球。対人戦などで上手く使えば有効な球だがフォームが通常よりかなり遅いので、読まれたりフォームを見られたりするとただの棒球になる。『パワメジャ』では投げられない。なお、初期の頃はスローボールではなく「チェンジアップ」と表示されていたが、チェンジアップとスローボールは全く別物の球種であり（「チェンジアップの投球フォームは直球と同じ」等）、1990年代後半にチェンジアップが正式な変化球として有名になると同時にスローボールの記述に変更された。
『パワプロ2012』以降は、全力ストレートと入れ替わる形で廃止された。
超スローボール
『パワプロNEXT』初登場の球種。特殊能力系の球種。大きな山なりの軌跡を描く多田野数人の超スローボールを再現。スピードガンによる計測が出来なかった点を再現し、球速表示は「ケイソクフノウ」と表示される。しかし『パワポタ4』では球速が表示される（実際投げると調子通常時は40km弱。『2011』では50km固定）。
『パワプロ2012』以降は、ツーシーム・ムービングファストと同様にストレート系の第2球種として扱われている。

#### スライダー系
スライダー
利き腕の反対方向に真横に曲がる変化球。球速がそこそこあり、変化量も大きいため使い易い。『パワプロ』では最も種類が多く、オーソドックスな球種といえる。
Hスライダー
現実の野球でいう「高速スライダー」。当初は、ただ「スライダー」とだけ表示していたが、『実況パワフルプロ野球4』から上記名称で表示。スライダーより変化量は小さいが球速はより速い。元祖は伊藤智仁といわれている。
パワプロの変化球についているHはすべてHigh-speed（高速）の略であり、球種としては明確に分けられているが、実況では通常のものと区別なく「スライダー」などと呼ばれる場合もある。
カットボール
Hスライダーよりさらに変化量が小さいが球速が速い球（ストレートより少し遅い程度）。空振りは取りにくいが、打者の手元で微妙に変化するため芯を外す球として有効。サクセスモードでは配球次第で簡単に内野ゴロの山を築ける。『パワプロ2018』のver1.10からは、変化量がやや大きくなり、わずかに沈む軌道に変わった。

#### カーブ系
カーブ
利き腕の反対方向に斜めに落ちる球。スライダーより遅く、変化量は普通。『パワプロ2011』以降はリリース直後に少しだけ利き手方向に浮き上がってから落ちる軌道を描くようになった。
スローカーブ
カーブより球速が遅い。カーブ系で最も変化量が大きく、一部の作品では、LV6以上で絶好調の状態のときだと敬遠の位置から投げてもストライクが取れてしまう。実況では「緩いカーブ」とも呼ばれる。カーブと同様に『パワプロ2011』以降、リリース直後に少し浮いてから落ちるような軌道を描く。
ドロップ
カーブに似ているが横変化が小さく縦変化が大きい。打者の近くで曲がり始める。主にOB選手が持っていたが、『パワプロ2010』にて、OB選手のドロップが全てDカーブ(後述)に変更されている為、現在実装されている選手でドロップを所持している選手はOB選手を含め存在していない。
スラーブ
『パワメジャ』で初登場した球種で、パワプロには『パワプロ14』から登場。スライダーとカーブの中間くらいの軌道を描く。後述のSスライダーと似ているが、カーブ要素を含む分こちらのほうが若干遅く、変化量が大きい。
Dカーブ（ドロップカーブ）
縦のカーブ。ほぼ縦のみに変化し、横への変化はわずかである。実況では「縦のカーブ」とも呼ばれる。『パワプロ15』以降はドロップカーブと表記されている。カーブと同様に、少し浮いてから落ちる軌道を描く球種。
Sスライダー
斜めに曲がるスライダー。複数のスライダーを投げ分ける投手（具体的には1999年に持ち球スライダーのみで19勝を挙げMVPに輝いた野口茂樹。当時は第2球種のシステムがまだなかった）を再現するために、本質的にはスライダーでありながらカーブ系に作られた変化球。
「S」はSuper,Special,Sharp,Shigeki（=茂樹）など様々な意味に取れるようにとの意図でつけられたため、特定の意味はない。当初は「Nスライダー」になる予定だったがあまりに野口（Noguchi）を連想させる為に変更となった。
元祖である野口の衰えと第2変化球の採用により一時期サクセス専用状態となっていたが『パワプロ14』では球筋の似たスラーブと入れ替わりで廃止された。
Hスライダーと同様、実況では通常のものと区別なく「スライダー」と呼ばれることもあった。
ナックルカーブ
落差は固定ながら、横に変化する幅が変動するカーブ。最高球速-8 km/hほどの球速（ボタン連打時）で、かなり速い。しかし落差の大きいパワーカーブの一種とされる現実のナックルカーブとは全く異なる。『パワプロ13』からは「ナックル」を冠した球種のためか、揺れるという要素が加わった。『パワプロ2011』では先述の「現実のナックルカーブ」に近くなった。
パワーカーブ
『パワプロ2020』から追加。球速が速く、縦方向に大きく変化するカーブ。ドロップカーブに似ているが、こちらの方が球速が速い。

#### フォーク系
フォーク
現実ではボールの縫い目への指のかけ方を調整することによりシンカーのように斜めに落とす投手もいるが、パワプロでは真下に落ちるものだけとなっている。球速がそこそこ速く、比較的打者の近くで落ち始める。代表的な空振りを誘うための変化球だが、ミートされた場合はボールが飛び易い。
SFF（スプリット・フィンガード・ファストボール）
実況時には略称の「スプリット」と呼ばれる。フォークより変化量は小さいが、球速はよりストレートに近い。芯を外す球として利用価値が高く、内野ゴロを誘う場合に使える。『パワプロ2013』以降では絶好調時にはストレートのような球威で急激に落ちる変化を見せるようになったため、変化量が大きくなると空振りを狙える球種となっている。
パーム
全球種中最も良く落ち、また最も遅い球。遅いチェンジアップという感じだが、変化量を集中的に鍛える事で徐々に個性を発揮する球種である。
Vスライダー
回転軸をジャイロ回転気味にすることで下方向に落ちるスライダー。シリーズによってわずかに利き腕と逆方向に向かって落ちていく場合とそのまま真下に落ちる場合とがある。フォークに似ているが落ち始めが早く、代わりに変化量が多い。最高球速が遅い場合、独特の軌道から若干見切られやすい傾向がある。VはVertical（垂直）の略。「Hスライダー」と同じく、当初はただ「スライダー」とだけ表示していたが『パワプロ4』から上記名称で表示。実況では基本的に「縦のスライダー」「落ちるスライダー」と呼ばれるが、ごく稀に「スライダー」と呼ばれることもある。
チェンジアップ
下方向に落ちる変化球。軌道はパームに似ているがパームほどの変化量は無く、代わりに球速が速い。後述する特殊能力「リリース○」を所持していない投手でも直球と投球モーションが同じになる。その他にも、パワプロの変化球の中では失投が少ない球種という利点がある。初期のパワプロでは現在のスローボールにこの名称が使用されていた。『パワプロ2012』以降は、カットボール以下のわずかな変化しか見せず、タイミングを外すスローボールのような球種となった。
サークルチェンジ
利き腕の方向に微妙に曲がりながら落ちるチェンジアップ。縦方向の変化量や速度はチェンジアップと同等のものとなっている。『パワプロ2012』以降はシンカー方向の変化球に変更されており、いわゆる「落ちるチェンジアップ」に変更されたが、旧作品のサークルチェンジよりは落差が小さく設定されている。
ナックル
どの方向に曲がるか投げた投手も分からない変化球だが、ミートがかみ合わなくても長打になる可能性が高い。『パワプロ12』までは左右と下の三方向にランダムで落ちるものになっており、現実のナックルとは異なる（パワポケシリーズでは完全に予測不能な球であるが、横への変化が少ない）。この特性を知っていれば狙いを絞る事で比較的簡単に打つ事が可能。『パワプロ13』からは揺れて落ちるというナックルの特徴が再現され、パワプロシリーズでも非常に打ち難い球種の一つになった（ただし落ちる軌道は下方向のみに変更）。『NEXT』では木の葉が落ちるようにゆらゆらとランダムに変化しながら落ちる、現実の変化により近いものとなった。『2020』における現役選手では所持している選手はいないが、『2018』までは現役選手では山﨑康晃のみが所有していた。
フォッシュ
『パワメジャ』でのみ登場した球種。シュートがジャイロ回転し、空気抵抗で落ちる球。落ちるシュート。MLBでは著名な球種。
「フォーク」と「シュート」を組み合わせた名前。実況では具体的な言及はされず、日本語設定では「落ちる球」と呼ばれる。

#### シンカー系
シンカー
利き腕の方向に斜めに落ちる変化球。『パワプロ』では右投手限定の球種だが『パワメジャ』では現実の投球と同様、左投手も覚えることができるようになっている。
Hシンカー
高速（Hi-speed）シンカー。シンカーより変化量は小さいが球速が速い。左投手にはこれに相当する球種（Hスクリュー）が存在しないため、実質右投手専用球種となっている。プロ野球選手で大きく曲がるツーシーム（黒田博樹や、俗に「亜大ツーシーム」と呼ばれるボールを持つ選手）は、オリジナル球種にならずこの球種で代用される事が多い。「亜大ツーシーム」と呼ばれている山崎康晃のスプリット気味のツーシームも、高速シンカーで代用されている。
スクリュー
シンカーとは軌道や球速に微妙な差異がある。シンカーと同じく『パワプロ』では左投手限定の球種だが、『パワメジャ』では右投手も覚えることができる。
サークルチェンジ（『パワプロ2012』以降）
『パワプロ2012』よりシンカー系に変更され、『パワプロ』では初めて左投手・右投手共通のシンカー系の球種となった。その他の概要はフォーク系の項を参照。

#### シュート系
シュート
利き腕の方向に真横に変化する変化球。球速は速い。
Hシュート
高速シュート。投球ボタンを連打するとストレート並みの速さになり、通常のシュートより変化し始めるのが遅い。
シンキングファスト
『パワメジャ』でのみ登場した球種。カットボールと逆の方向に変化し僅かに沈む。初代『パワメジャ』では直球と同じ球速だったが、『パワメジャ2』では若干遅く変更されている。現在『パワプロ』では未設定であるが、『パワプロ10』のサクセスモードで海外遠征に行き、ピッチャーがシュートを投げると海外版実況が「シンキングファストボール」と解説する。
シンキングツーシーム
2020から登場。シュート方向に曲がりながら縦に変化する。シュート扱いながら縦の変化の方が大きい。

#### 特殊系
ウエストボール
『パワプロ14』初登場の球種。方向キーの上を押しながらR1,R2ボタンを押すと出る。ただしストレート第二変化（ムービングファースト、ツーシーム等）を持っている場合R2を押すと出る。
投球カーソルを何処に設定しても敬遠の位置にボールが行く。わざとストライクゾーンを外すので盗塁等の送球でも送球が正確かつ素早くなり、ランナーを刺しやすい。
また『パワプロ9』でも敬遠ボールとしてR2ボタンを押しながら投球すると、打席とは反対側の最上にボールが行くようになっていた。
しかしながら開幕版ではウエスト状態で変化球が投げることができ、打者の利き腕と反対の利き腕の投手がR2を押しながら変化量最大のスローカーブを投げるとCOM戦において無条件で三振の山を築くことができたため、決定版では強制的にスローボールに上書きされるようになり、翌シリーズからは廃止されている（『パワメジャ』『NEXT』では使用可能）。

#### オリジナル変化球
『パワプロ6』で初登場の要素。当初はサクセスキャラ阿畑やすし、早川あおいの専用球種という形が登場だったが、『パワプロ8』以降ではオリジナル選手に覚えさせることが可能になった。稀にOB（『パワプロ8』の平松政次のカミソリシュートなど）と現役選手（『パワプロ12』の小宮山悟のシェイク、『パワプロ2018』の菅野智之のワンシームなど）が所有している。
通常の変化球からパラメータを変化したものであり、球種に関係なく1投手につき1種だけ取得可能。また、ライジングボールのような「上に変化する」球種もパワプロでは第1ストレートのオリジナル変化球扱いになる。
『パワプロ2012』以降からは「変化球エフェクト」が搭載され、サクセス関連モードからのオリジナル変化球に迫力が増している。
旧作ではパラメータの変化量は隠しデータだったが、『パワプロ2016』からは新球種開発モードの登場によって、自作した球種のパラメータが可視化された。

#### パワプロ特有の球種名
Hスライダーを始めとする頭文字がアルファベットの特殊変化球の名称は基本的にパワプロシリーズから生まれた造語であるが、同じくパワプロプロダクション制作のパワポケやプロスピなどといった作品だけにとどまらず、他社のゲームにも採用されている例があり、特にVスライダーは現実世界においても表現の手段として使われたことがある。
また、バンダイナムコゲームス（旧ナムコ）から発売された『熱チュー!プロ野球』→『ベースボールライブ』→『プロ野球 熱スタ』シリーズでは、「スライダーH」や「スライダーV」という類似した球種名を使用している。

### 特殊能力
パワプロの大きな特徴として、基本能力の他に選手の特徴を表す「特殊能力」がある。例えば「チャンスB」「チャンスA」を持っている選手ならランナーが2塁か3塁にいるチャンスの時に打力がUPし「三振」を持っている選手なら2ストライクでミートカーソルが小さくなる。また現在は廃止されている特殊能力として、雨が降っている場合に能力が上がる「雨男」や、ストライクゾーンの大きさが1ドットだけ変化する「クサイところ」「選球眼」などがある（「選球眼」は『パワプロ13』で復活し現在も使われている）。コンピュータの操作にのみ影響する特殊能力もある。
野手の特殊能力では『満塁男』は「満塁安打男」と「満塁本塁打男」があり、片方または両方持っている場合があるが「選手データ」の「能力の説明」で、その能力にカーソルを合わせないとわからない。同じく『サヨナラ男』も「サヨナラ安打男」と「サヨナラ本塁打男」の両方の場合がある（これらの特殊能力の上位版の超特殊能力は両方の効果を持つ）。しかし『ヘッドスライディング』も「ヘッドスライディング一塁」と「ヘッドスライディング二・三・本塁」があり、片方または両方持っている場合があるが、これはカーソルを合わせてもわからない（なお、サクセスで経験点で取得できるのは基本的に「ヘッドスライディング一塁」のみとなっている）。
能力の説明の画面では、プラス効果の特殊能力は能力名のバックが青色、マイナス能力の場合はバックが赤色、「ポーカーフェイス」などのプラス・マイナス両面ある特殊能力は青と赤が半分ずつになっている。
基本的に、絶好調時はマイナス能力が、絶不調時はプラス能力が効果を発揮しなくなる。
5段階で表示される特殊能力の基準値は3であり、3の時は特殊能力未所持になる。『パワプロ2014』以降は段階表示がA - Gの7段階になり、C - Eが特殊能力未所持扱いとなっている（ただし未所持の中でも差異が生じる状態のため、パラメータへの反映はわずかではあるが行われる）。「安定度」は名称が変更され「安定度2」は「調子極端」に「安定度4」は「調子安定」となる。

#### 投手の特殊能力
- 打たれ強さA-G

数値の高低に応じて連打されたときの動揺のしやすさが変動する。
- 対ピンチA-G

数値の高低に応じて得点圏に走者がいるとき投手能力が増減する。
- 対左打者A-G

数値の高低に応じて左打者を相手にするとき投手能力が増減する。
- ノビA-G

数値が高いとストレートが本来の速度より速く見えるようになり、低いとストレートが本来の速度より遅く見えるようになる。
- キレ2-4

数値が高いと変化球が打者の近くで変化するようになって打たれにくくなり、低いと変化球の変化するタイミングが早くなって打たれやすくなる。『2014』以降は「キレ○」の有無のみ（「キレ×」は存在しない）。
- クイックA-G

数値の高低に応じて盗塁のされやすさが変動する。
- 安定度2-4

数値が高いと不調時の能力の低下が小さくなり、低いと好調・不調の能力の変動が大きくなる（8決定版までの「安定感」と「ムラッ気」を統合したもの）。『2014』以降は「調子安定」「調子極端」となった。
- 回復A-G

数値の高低に応じてペナントでの登板間隔の長さが増減する。『2018』ではペナントモードでの疲労度の回復の早さに影響するようになった。『2020』では野手にも反映されている。
- 打球反応○

ピッチャー返しの打球に対する反応が早くなり捕球しやすい。
- 牽制○

牽制の動作が速くなり走者を刺しやすい。
ただし『パワプロアプリ』と『2018』で登場したMAJORコラボレーション選手清水薫と同じ投法（ウィンドミル）に設定された場合、この能力は機能しない（ウィンドミル投法に設定された場合牽制の使用が不可能になる為）。
- 緩急○

ストレートと遅い変化球を組み合わせた投球をすると投手能力が上がる。
- ポーカーフェイス

スタミナ切れになったり、連打されても選手の見た目が変化しなくなる。
- 闘志

闘志あふれるピッチングで、相手打者の持つ「威圧感」を無効化する。また、わずかに球威が上がる。
- 低め○

ストライクゾーンの低めに投球したときにコントロールが上がる。
- 重い球⇔軽い球

「重い球」は球質が重く打たれても打球が飛びにくい。「軽い球」は球質が軽く打たれると通常より打球が飛びやすい。
- 抜け球

ストレートがシュート方向に変化することがある。わずかなブレにより球質が軽くなり、打たれると通常より打球が飛びやすい。
『2022』までは「シュート回転」と表記されていた。
- 尻上がり

先発すると7回以降から投手能力があがる。中継ぎ起用では無効。
- スロースターター⇔立ち上がり〇

「スロースターター」は登板直後のイニングと次のイニングまでは本来の能力が発揮できず投手能力が低くなる。「立ち上がり〇」は登板直後のイニングと次のイニングまで本来以上の能力を発揮し、投手能力が高くなる。当初はリリーフでは無効だったが『2013』以降はリリーフにも反映されている。
- 根性○

先発してスタミナが切れても一定の能力以下には投手能力が下がらなくなる。
- リリース○

ストレートと変化球を投げるときのモーションが同じになる。
- 球持ち○

投球時の球持ちが長くなり着弾点が遅く表示されるようになる。
- 奪三振

2ストライクに追い込むと投手能力が上がる。
- ジャイロボール

ストレートにジャイロ回転がかかり本来の速度より速く見えるようになる。
- 超スローボール

超スローボールを投げられる。『2012』では変化球項目の第2ストレートに移行。
- ランナー×⇔ランナー○

ランナーが一塁または一・三塁だと「ランナー×」では能力が下がり、「ランナー○」だと能力が上がる。
『9』 - 『2013』では対ランナー2 - 4の数字表記となっている。
『2014』で一旦廃止となっていたが『2022』で復活し、その際に「対ランナー」「対ランナー○」と表記が改められた。
- 逃げ球⇔一発

「逃げ球」は失投したときボールが真ん中付近にいきにくい。「一発」は失投したときボールが真ん中付近にいきやすい。
- 勝ち運⇔負け運

「勝ち運」は登板すると味方の打者全員のパワーが上がり、相手の打球速度が下がる。「負け運」は登板すると味方の打者全員のパワーが下がり、相手の打球速度が上がる。
- 対強打者○

強打者と対戦したときに投手能力が上がる。
- クロスファイヤー

投手の利き腕と対角線上になる場所を狙った投球をしたときの投手能力が上がる。
- 寸前×

先発時で得点をリードしている場合は5回と最終回、リリーフ登板時でセーブが付く条件が整っている場合は最終回になると投手能力が下がる。
- 短気

打者に連打されるとコントロールが大きく下がり、さらに失投しやすくなるが、代わりにピヨリ状態にならない（ノックアウト状態にはなる）。
- 四球

カウントが3ボールになるとコントロールが大きく下がる。「三振」と異なり、フルカウントになっても効果は出続ける。
- 力配分

能力の低い打者を迎えると一時的に投手能力が下がるが、投球時に消費されるスタミナの量が減る。
- 乱調

登板したときランダムでコントロールが大きく下がってしまうイニングがある。
- 回またぎ〇

『2018』で追加。複数回にまたがって投げても能力が低下しない（リリーフのみ）。
- 緊急登板〇

『2018』で追加。回の途中からの登板でも能力が下がらない（リリーフのみ）。
- 球速安定

『2018』で追加。球速のばらつきが少ない。
- 内角攻め

『2018』で追加。インコースに投げるとコントロールが上がる。
- ナチュラルシュート⇔真っスラ

『2022』で追加。「ナチュラルシュート」は、ストレートがシュート気味に変化する。「真っスラ」は、ストレートがカット気味に変化する。
- ゴロピッチャー⇔フライボールピッチャー

『2022』で追加。「ゴロピッチャー」は相手の弾道が下がり、ゴロアウトが多くなる。「フライボールピッチャー」は相手の弾道が上がり、フライアウトや本塁打が多くなる。
- （チーム）キラー（投手）

該当チームとの対戦時にそのチームの打者全員の打撃能力を下げる。
- 威圧感（投手）

登板すると相手打者の打撃能力を大きく下げる。但し、リリーフ投手のみでしか発動しない。

##### 過去にあった投手の特殊能力
- あと一人
- クサイところ

ストライクゾーンが1ドット大きくなる。
- フルカウント○（投手）

フルカウントになるとコントロールが上がる。『2011』をもって廃止。
- 守備信頼感（投手）

自分以外の野手8人のエラー回避が上がる。『2011』をもって廃止。

#### 野手の特殊能力
- チャンスA-G

数値の高低に応じて得点圏に走者がいるとき打撃能力が増減する。
- 対左投手A-G

数値の高低に応じて左投手を相手にするとき打撃能力が増減する。
- 盗塁A-G

数値の高低に応じて盗塁時のスタートの速さや走力が変動する。「盗塁A」はさらに出塁時相手投手の投手のコントロールを下げ、スタミナの消費量を大きくする。
『2018』で「かく乱」が登場したことにより相手投手に対する効果は削除された（電光石火には残されている）が、『2022』で再び相手投手に対する効果が発動するようになった。
- 走塁A-G

数値の高低に応じてベースランニング時の走力が変動する。
- 送球A-G

数値の高低に応じて各塁に送球するときの球の逸れやすさが変動する。
- 安定度2-4

投手の同名の特殊能力と同様。『2014』以降は「調子安定」「調子極端」。
- ケガしにくさA-G

数値の高低に応じて試合中のアクシデントが起きたときに怪我をする確率が増減する。
- 回復A-G（野手）

『2020』より登場。数値の高低に応じてペナントモードでの疲労度の回復の早さに影響するようになった。
- アベレージヒッター

ミート打ちするとヒット性の打球が出やすくなる。
- パワーヒッター

強振するとホームラン性の打球が出やすくなる。
- 広角打法⇔プルヒッター

「広角打法」は強振で流し打ちしても打球の速度が落ちにくい。「プルヒッター」は強振で引っ張ると強い打球が飛ぶ。
- 内野安打○

ボールを打ったあと一塁に到達するまでのスピードが速くなる。
- 流し打ち

ミート打ちで流し打ちすると打球が切れにくくなる。
- 固め打ち

2安打以上打つと次の打席から打撃能力が上がる。
- 粘り打ち

2ストライクに追い込まれるとミートカーソルが大きくなる。またスイング中もミートカーソルを動かせるようになる。
- 意外性

5回以降に両チームが無得点または7回以降にチームが負けているか同点の場面で、同点または勝ち越しのチャンスを迎えたときにパワーが一定値まで上がる（元のパワーの数値が一定値を上回っている場合は発動しない）。
- バント○、バント職人

バントがうまく、成功しやすい。「バント職人」は「バント○」よりもさらにバントが成功しやすい（当たり判定が大きくなるなど）。
- 初球○

1ストライクを取られるまで打撃能力が上がる。
- 代打○

代打として打席に立つと打撃能力が大きく上がる。
- チャンスメーカー

走者がいないときに打席に立つと打撃能力が上がる。
- ヘッドスライディング

セーフかアウトかが微妙な判定になりそうなときベースに頭から滑り込む。メリット能力に分類されているが、作品によってはモーションの関係で通常時より塁到達が遅くなるものもある。1塁にするものとそれ以外の塁にするものの2種類がある。
栄冠ナインモードでは、能力所持の有無に関係なく7回以降にチームが負けているか同点の場面で全選手に発動する。
- 体当り、ホーム突入

本塁で捕手とギリギリのクロスプレーになると体当りを仕掛け、相手を弾き飛ばすか、押し込む形でホームに入る。
コリジョンルール対応のため『2018』以降の作品では、本塁への突入がギリギリの滑り込みタッチを躱してのベースタッチに成功する確率を上げる同型能力「ホーム突入」との入れ替えが行われた。
- 満塁男

満塁の場面で打撃能力が大きく上がる。ミートが上がるものとパワーが上がるものの2種類がある。
- サヨナラ男

サヨナラの場面で打撃能力が上がる。ミートが上がるものとパワーが上がるものの2種類がある。
- 逆境○

7回以降にチームが負けていると打撃能力が大きく上がる。
- 連打○

前の打者がヒットを打っていると打撃能力が上がる。『2011』をもって廃止されたが、パワプロアプリ及びサクセススペシャルでのみ再搭載された。
- ハイボールヒッター⇔ローボールヒッター

「ハイボールヒッター」は高めのボールを、「ローボールヒッター」は低めのボールを打つと強い打球が飛ぶ。
- インコースヒッター⇔アウトコースヒッター

アプリで先行導入され『2018』で追加。「インコースヒッター」は内角のボールを、「アウトコースヒッター」は外角のボールを打つと強い打球が飛ぶ。
- ムード○⇔ムード×

「ムード○」は試合に出場すると味方全員の打撃能力が少し上がる。「ムード×」は試合に出場すると味方全員の打撃能力が少し下がる。
- レーザービーム

外野手のみ発動。外野から各塁に低い軌道で速い送球ができるようになる。ヒーローズ、および『2018』以降は送球時に青エフェクトが出るようになった。
- 守備職人

守備のとき、熟練の技で華麗な守備を見せることができるようになる。
- ブロック○、ホーム死守

捕手のみ発動。体当りを仕掛けられても吹き飛ばされないようになる。
コリジョンルール対応のため『2018』以降の作品では、モーションを削除された同型能力「ホーム死守」との入れ替えが行われた。
- キャッチャー○、キャッチャー◎

捕手のみの特殊能力。味方投手の投手能力が上がる。「キャッチャー◎」ではさらに味方投手の能力が上がり、投手のスタミナ消費や不調時の球速の衰えも軽減される。2014以降は「キャッチャーA-G」となり、E - Gでは味方投手の能力が下がるようになった。
- ささやき戦術

捕手のみの特殊能力。相手打者の打撃能力が少し下がる。『2013』以降は超特殊能力に分類。
- ゲッツー崩し、プレッシャーラン

一塁走者のとき二塁上に入った野手の邪魔をしてダブルプレーを防ごうとする。
コリジョンルール対応のため『2018』以降の作品（と同時期の『パワプロアプリ』更新）でそのモーションを削除された同型能力「プレッシャーラン」との入替が行われた。
- いぶし銀

7回以降に同点か2点差以内で負けていて、走者なしか得点圏に走者がいるときにミート打ちをするとヒット性の打球が出やすい。
- 対エース○

エース級の投手と対戦したときに打撃能力が上がる。
- エラー

守備についているとき得点圏に走者がいるとエラーする確率が大きく上がる。
- 三振

2ストライクに追い込まれるとミートが大きく下がる。ただしフルカウントになると解除される。
- 併殺

無死あるいは一死で一塁走者がいるときにゴロを打ちやすくなり、ダブルプレーになりやすい。効果が顕著な作品ではミートカーソルの下半分が大きく膨れ上がる。『2012』以降は膨れた部分が赤く示される。
- 高速チャージ

バントに対する反応が早くなる。投手、一塁手、三塁手のみ対象。
- かく乱

『2018』で追加。出塁時に相手の投手のスタミナ消費量を大きくし、内野手の守備力を下げる。
- ダメ押し

『2018』で追加。終盤にリードしていると打力が上がる。
- 対ストレート〇⇔対変化球〇

『2018』で追加。「対ストレート〇」は直球含む打つと打球が遠くに飛びやすい。「対変化球〇」は変化球を打つと打球が遠くに飛びやすい。
- （チーム）キラー（野手）

該当のチームとの対戦時に打撃能力が上がる。
- 威圧感（野手）

自分と自分の前の打者の打席で、相手投手の投手能力を大きく下げる。
- 悪球打ち

『2014』で追加。ストライクゾーンの外に出せない打撃カーソルが、外に出してボール球を打てるようになる。
- お祭り男

『2014』で追加。オールスターゲーム・クライマックスシリーズ・日本シリーズで打撃能力が上がる。ペナント・マイライフ用の特殊能力
- カット打ち

『2020』で追加。ボールをギリギリまで引きつけて打つとファウルになりやすくなる。
- 決勝打

『2022』で追加。終盤や延長時において勝ち越し・逆転のランナーが得点圏にいる場合、ミートとパワーが上昇する。

##### 過去にあった野手の特殊能力
- サブポジ2-4

数値が高いとサブポジションを守ったときでもメインポジションと同じくらいの守備能力を維持でき、数値が低いとサブポジションを守ったときに守備能力がメインポジションよりかなり低くなる。『2012』をもって廃止。
- 4番○⇔4番×

「4番○」は4番打者に起用されると打撃能力が上がるがそれ以外の打順では打撃能力が少し下がる。「4番×」は4番打者に起用されると打撃能力が下がる。『2011』をもって廃止。
- ムードメーカー

ヒットを打つと味方全員の能力が上がる（作品によってプラスマイナス特殊能力になり、その場合は「安打が出ないと味方全員の能力が下がる」も付与される）。『2011』をもって廃止。
- 打撃信頼感

自分の前の打者の打者能力が上がり、自分より打順が2つ前の打者のパワーも少し上がる。『2011』をもって廃止。
- 守備信頼感（捕手・内野手・外野手）

捕手の場合は味方投手の投手能力が、内野手の場合は周囲にいる内野手の守備力が、外野手の場合は周囲にいる外野手の守備力が上がる。いずれも『2011』をもって廃止。
- フルカウント○（野手）

フルカウントになると打撃能力が上がる。『2011』をもって廃止。

#### 投手・野手共通の特殊能力
- 春男 / 夏男 / 秋男

『2014』で追加。該当する季節に能力が上がる。ペナント・マイライフ用の特殊能力であり、マイライフでは該当する季節に調子が絶不調にならなくなる。
- 国際大会○⇔国際大会×

『2018』で追加。ナショナルチーム代表としての試合で能力が○では上昇し、×では低下する。マイライフでは日本代表の選出確率に影響する。

#### その他の特殊能力
- 人気者（投手）

登板すると歓声が上がり、COM采配が交代をためらうようになる。
- 速球中心⇔変化球中心

「速球中心」はCOM操作時にストレートを中心に組み立て、「変化球中心」はCOM操作時に変化球を中心に投球を組み立てる。
- テンポ○

COM操作時に投球間隔が短くなり、テンポよく投げる。
- 投球位置右⇔投球位置左

「投球位置右」は投手が投手プレートの右端に立ち、「投球位置左」は投手が投手プレートの左端に立つ（ただし『2011』まではプレイヤーが任意で移動させることが可能だった）。
- 人気者（野手）

打席に立つと歓声が上がり、COM采配が代打や代走、守備固めを出しにくくなる。
- 強振多用⇔ミート多用

「強振多用」はCOM操作時に強振を多く使い「ミート多用」はCOM操作時にミート打ちを多く使う。
- 積極打法⇔慎重打法

「積極打法」はCOM操作時に初球から積極的に打ちにいき「慎重打法」はCOM操作時にボールを見極めて慎重に打つ。
- 積極盗塁⇔慎重盗塁

「積極盗塁」はCOM操作時に積極的に盗塁を行い「慎重盗塁」はCOM操作時に盗塁をあまり行わない。
- 積極走塁

COM操作時に積極的に次の塁を狙う。
- チームプレイ○⇔チームプレイ×

「チームプレイ○」はCOM操作時にバントや走者進塁のためのバッティングを積極的に行い「チームプレイ×」はCOM操作時にバントや走者進塁のためのバッティングを全く行わない。
- 積極守備

COM操作時に積極的にダイビングキャッチを試みる。
- 選球眼

COM操作時にストライクとボールの見極めがうまくなる。前述の通り、いったん廃止されたことがある能力だが『パワプロ13』で復活した。
再登場する前（『98開幕版』から『99決定版』）はストライクゾーンが1ドットだけ狭くなるという、まったく違う効果だった。

#### 起用法
投手
全共通
- おまかせ

先発
- 完投

完投・完封を狙う起用法。
- スタミナ限界

スタミナがなくなるまで投げ続ける。
- 調子次第

その投手の投球内容が良いうちは、出来るだけ投げさせる。
- 勝利投手

勝利投手の権利が得られる5回をメドに交代する。
- スタミナ温存

スタミナに余裕を残してマウンドを降りる起用法。
先中
『2020』で追加。2019年の北海道日本ハムファイターズの起用法を再現するために設けられた。
- オープナー

初回を投げたのちに交代する。
- ショートスターター

打者一巡をメドに交代する。
中継ぎ
- 左のワンポイント

左打者に対するワンポイントリリーフ。
- リード時

点差に関係なく、リード時に登板する。
- 中継ぎエース

接戦でリードしている時に8回での登板機会が多くなる。
- 接戦時

概ね1-2点リードの時にリリーフする。
- ビハインドでも

接戦時の起用に加え、1-2点差のビハインド状況でもリリーフする。
- 敗戦処理

大きく点差がついて敗戦が濃厚になった際に起用。
- セーブ狙い

セーブが狙える条件を満たした時に登板する。
抑え
- 守護神

最終回に登板し、セーブを狙う。旧名称は「セーブ（終）」。
- セーブ狙い

セーブが狙える条件を満たした時に登板する。
- リード時

点差に関係なく、リード時に登板する。
野手
- 代打要員

代打としての起用が多くなる。「代打○」の能力を持つ野手に起用すると効果大。
- 代走要員

代走としての起用が多くなる。
- 守備要員

守備固めとして起用する。
- 途中交代

試合途中での途中交代率が高くなる。
- フル出場

試合途中で交代されにくくなる。

#### サクセス専用特殊能力
- センス○⇔センス×
センス○だと能力上昇時に必要なポイントが減り、逆にセンス×だと多くなる。『2016』では数値化された。
- 虫歯
筋力ポイントが一切取得できなくなる。
- 不眠症
眠れなくなり、疲労が回復しにくくなる。
- サボりぐせ
ランダムで練習をサボってしまい、ポイントが得られなくなる。監督との練習でイベントが発生し、治してもらえることがある。サボるか、監督のイベントが発生すると監督評価がダウンする。
- いいヤツ
チームメイトの評価が上がりやすくなる。『2010』でのみ「八方美人」と表記されていた。
- モテモテ
彼女（候補）の評価が上がりやすくなる。
- 世渡り上手
監督・スカウトの評価が上がりやすくなる。
- 恋の病
ランダムでデートしかできなくなる。
- 爆弾
肩・ひじ・足の3種類（肩・ひじは投手のみ。足は野手のみ）。爆発すると能力が大きく下がり、最悪の場合は即ゲームオーバーに至ってしまうこともある。

#### ペナント専用特殊能力 / 超特殊能力
『2011』『2012』のペナント内でのみ、一定の成績を修め、かつ取得条件となる特殊能力を所持していると能力の名前が変化する。ただし、効果は元になっている特殊能力と同じで、基本的に選手1人につき1つしか専用能力にはならない。また、能力によっては取得条件に「特定の特殊能力を未所持」や「基本能力値が規定以上（のうち、既存の選手内には存在しないような設定値のもの）」が含まれているなど、取得が難しいものもある。選手1人につき専用特殊能力は1つまでである（例えば「パワーヒッター」と「三振」の両方を所持している選手が「アーチスト」を取得した場合「扇風機」になることはない）。
『2013』以降の作品では、これまでのペナントとOB選手限定特殊能力は「超特殊能力」として、特殊能力の上位能力になった。以前の作品と異なり通常の特殊能力以上の効果を発揮できる。さらに『パワプロアプリ』では超特殊能力の強化版である「真・超特殊能力」が追加された。
ゲームバランス上、実在・架空選手問わず、超特殊能力を所持しているデフォルト選手は極めて稀である、コラボレーション選手などごく一部除くき基本的に選手1人につき選手1人につき専用特殊能力は1つまでである点も同じ。特に実在選手の場合、通算記録保持者、あるいはそれと同等以上の実績がなければ超特殊能力が付けられることはなかった。
| 専用名称           | 元の特殊能力     | 備考 |
| ------------------ | ---------------- | --- |
| 強心臓             | 対ピンチA        | |
| 左キラー（投手）   | 対左打者A        | |
| ガソリンタンク     | 回復A            | |
| 怪童               | ノビA            | |
| 驚異の切れ味       | キレ〇           | |
| 走者釘付           | クイックA        | |
| 不屈の魂           | 打たれ強さ       | |
| 鉄腕               | 安定度4          | 宮西尚生がこの能力を持っている 有名選手の特殊能力（後述）では「回復」だったが ガソリンタンクと重複していたこともあり、こちらでは「安定度」となっている。 |
| ドクターK          | 奪三振           | |
| 本塁打厳禁         | 逃げ球           | |
| 変幻自在           | 緩急○            | |
| 怪物球威           | 重い球           | |
| 精密機械           | 低め○            | |
| ド根性             | 根性○            | |
| 終盤力             | 尻上がり         | |
| ハイスピンジャイロ | ジャイロボール   | |
| 勝利の星           | 勝ち運           | |
| 主砲キラー         | 対強打者○        | |
| 内角無双           | 内角攻め         | |
| 暴れ球             | 荒れ球           | |
| クロスキャノン     | クロスファイヤー | |
| 闘魂               | 闘志             | |
| ガラスのハート     | 打たれ強さG      | 赤超特殊能力。打たれ強さGより下となる。 |
| ノミの心臓         | 対ピンチG        | 赤超特殊能力。対ピンチGより下となる。 |

| 専用名称         | 元の特殊能力                | 備考または詳細 |
| ---------------- | --------------------------- | --- |
| 勝負師           | チャンスA                   | |
| 左キラー（野手） | 対左投手A                   | |
| 高速ベースラン   | 走塁A                       | |
| ストライク送球   | 送球A                       | |
| 電光石火         | 盗塁A                       | |
| 鉄人             | ケガしにくさA               | 「ケガしにくさ」は投手・野手共通特殊能力だが、 条件に「野手が年平均142試合以上出場」が含まれているため事実上の野手専用能力。 |
| 球界の頭脳       | キャッチャーA               | 捕手専用能力 |
| バズーカ送球     | （なし）                    | 捕手専用能力 |
| アーチスト       | パワーヒッター              | |
| 安打製造機       | アベレージヒッター          | |
| 魔術師           | 守備職人                    | |
| 伝説のサヨナラ男 | サヨナラ男（ホームラン）    | |
| 鉄の壁           | ブロック○/ホーム死守        | |
| 代打の神様       | 代打○                       | |
| 重戦車           | 体当り/ホーム突入           | |
| 高速レーザー     | レーザービーム              | 外野手専用能力 |
| 芸術的流し打ち   | 流し打ち                    | |
| 切り込み隊長     | チャンスメーカー            | |
| 恐怖の満塁男     | 満塁男（ホームラン）        | 中村剛也がこの能力を持っている                                                                                               |
| 気迫ヘッド       | ヘッドスライディング（1塁） | |
| 一球入魂         | 初球○                       | |
| 広角砲           | 広角打法                    | |
| 引っ張り屋       | プルヒッター                | |
| ロケットスタート | 内野安打                    | |
| メッタ打ち       | 固め打ち                    | |
| 大番狂わせ       | 意外性                      | |
| 火事場の馬鹿力   | 逆境○                       | |
| 高球必打         | ハイボールヒッター          | |
| 低球必打         | ローボールヒッター          | |
| 内角必打         | インコースヒッター          | |
| 外角必打         | アウトコースヒッター        | |
| エースキラー     | 対エース○                   | |
| トリックスター   | かく乱                      | |
| 終盤力           | ダメ押し                    | |
| 扇風機           | 三振                        | 赤超特殊能力。 |
| 渾身の決勝打     | 決勝打                      | 試合終盤、勝ち越しのランナーが得点圏にいる際に発動する。                                                                     |

#### パワメジャシリーズの特殊能力
一部特殊能力の名称は『パワプロクンポケットシリーズ』から輸入されている。
- 内野安打◎
- ベアハンドキャッチ
セーフかアウトかが微妙な判定になりそうなとき、素手で捕球してそのまま送球する。
- スパイダーキャッチ
フェンス際の大きな当たりに対して、外野フェンスを駆け上り捕球する。
- ピボットマン
併殺プレーでベースカバーからの送球が上手くなる。
- クラックピッチ（対ピンチ）
- ピックオフ○（けん制○）
- クラッチヒット（チャンス）
- ゴールドグラバー（守備職人）
- ゲームエンダー（サヨナラ男）
- トラッシュトーク（ささやき戦術）

#### 有名選手の特殊能力
OB選手の通称を特殊能力化したもの。5段階の5に相当する特殊能力は、旧作では4として扱われているものがある。
超特殊能力の導入に伴い、一時は現行の超特殊能力と統合されていたが、2024-2025で復活した。
| 名称                  | 選手                     | 効果 |
| --------------------- | ------------------------ | --- |
| 青い稲妻              | 松本匡史                 | 盗塁A |
| アライバ              | 荒木雅博・井端弘和       | 守備職人 |
| 安打製造機            | 張本勲・イチロー         | アベレージヒッター |
| 鉄腕                  | 稲尾和久                 | 回復A |
| ガソリンタンク        | 米田哲也                 | 回復A |
| 小坂ゾーン            | 小坂誠                   | 魔術師 |
| 精密機械              | 小山正明                 | 低め○ |
| 鉄仮面                | 加藤初                   | ポーカーフェイス |
| 大魔神                | 佐々木主浩               | 威圧感（投手） |
| ささやき破り→ミスター | 長嶋茂雄                 | 全作品を通して長嶋茂雄専用能力。キャッチャーが「ささやき戦術」を持っていると打力アップ。「ミスター」は威圧感（野手）。 |
| 世界の王              | 王貞治                   | アーチスト |
| 世界の盗塁王          | 福本豊                   | 電光石火 |
| 世界の代打男          | 高井保弘                 | 代打の神様 |
| 怪童                  | 中西太                   | パワーヒッター |
| バックスクリーン男    | 池山隆寛                 | パワーヒッター |
| 不惑の大砲            | 門田博光                 | パワーヒッター |
| 悲劇のエース          | 黒木知宏                 | 負け運 |
| 平成の怪物            | 松坂大輔                 | ノビB |
| 雑草魂                | 上原浩治                 | 打たれ強さB |
| 幕張の防波堤          | 小林雅英                 | 要所〇 |
| ブンブン丸            | 池山隆寛                 | 強振多用 |
| 牛若丸                | 吉田義男                 | 守備職人→魔術師 |
| 鉄人                  | 衣笠祥雄・金本知憲       | ケガしにくさA |
| 代打の神様            | 八木裕                   | 代打○ |
| 忍者                  | 菊池涼介                 | 魔術師 |
| スーパーカートリオ    | 高木豊・屋鋪要・加藤博一 | 積極盗塁 |
| 絶好調男              | 中畑清                   | ムード○ |
| 燃える男              | 星野仙一                 | 闘志 |
| おかわり君            | 中村剛也                 | マルチ弾 |
| ロケットボーイズ      | 五十嵐亮太・石井弘寿     | 球速安定 |

#### 特殊能力の由来
『パワプロ』に多数存在する特殊能力には、選手個々のプレースタイル・特徴がそれを生み出すきっかけとなるケースが多い。それらの「由来」となった選手を、スタッフが公式に明かしたものを中心に記載する。
寸前×
藪恵壹が由来。好投していても勝利投手の権利を得る5回以降、特に完投目前の9回に四球や連打で突如崩れる場面が多くみられた。当時の評論家などはメンタル面の弱さを指摘し「藪病」と揶揄されるほどだった。
短気
バルビーノ・ガルベスが由来。走者を背負うと冷静さを失い、あからさまに苛立った態度を取ることで知られた。判定に激怒し、審判目掛けてボールを投げつけた上に罵声を浴びせ、出場停止処分を受けた事件が有名。
一発病
横浜時代の斎藤隆が由来。「花火師」と揶揄されるほどホームランを献上し、1996年は1シーズンで松井秀喜に打たれた安打7本がすべて本塁打だった。現在は「一発」に名称変更。
四球男
石毛博史が由来。快速球で次々と三振を奪う本格派クローザーとして一時頭角を現すも、制球難が改善されず伸び悩んだ。四球連発で自滅する展開を多発し、スポーツ紙や専門雑誌などでノーコン投手の烙印を押されてしまった。現在は「四球」に名称変更。
テンポ○
上原浩治が由来。先発時に試合時間が非常に短かったことから。COM専用特殊能力。
初回先頭打者ホームラン男
仁志敏久が由来。1番打者時代、先頭打者本塁打を多く放ったことから。現在は存在しない能力。
ヘッドスライディング
亀山努が由来。第1作から存在する特殊能力。近年の作品では「微妙なタイミングの際に発動、スライディング中に限り走力がB相当になる」という性能になっている。現実ではヘッドスライディングの技術的効果について様々な論説があり「普通に走り抜けた方が速い」という意見も根強いが、少なくとも当作品に於いては走力Bを下回る選手に関しては滑った方が速く、逆に上回る選手に関しては走り抜けたほうが速いことになる。
サヨナラ男
ジャック・ハウエルが由来。1993年に日本記録となる5本のサヨナラ本塁打を放ったことを再現するために設けられた。第1作から存在する特殊能力。超特殊能力実装以降は、超特殊能力「伝説のサヨナラ男」を所持。
満塁男
駒田徳広が由来。駒田はプロ初打席が満塁本塁打、6年連続で満塁本塁打を記録するなど、現実でも「満塁男」の異名を持つ。超特殊能力実装以降は、超特殊能力「恐怖の満塁男」を所持。
また、駒田の通算満塁本塁打記録を更新した中村剛也は、『パワプロ2020』では彼の実績を再現するために、これまでに存在した「現役選手は超特殊能力は付けてなかった」というルールを廃止し、超特殊能力「恐怖の満塁男」がつけられた異例な措置だという。
鉄腕
稲尾和久が由来。キャリアハイとなった1961年、当時のプロ野球記録となる78試合登板、25完投、42勝（14敗）を記録、連投・多投という過酷な状況の中で安定した投球を見せた。
宮西尚生も14年連続で50試合以上登板、9年連続20ホールドの鉄腕ぶりを発揮したことから、現役選手では史上2人目となる超特殊能力を与えられた。
超スローボール
多田野数人及びユウキが由来。スピードガンで計測不能なほどの超遅球を投げたことから。
世界の代打男
高井保弘が由来。高井は代打本塁打を通算で27本放つ世界記録を保持している。
代打の神様
八木裕が由来。代打で出るとチャンス時の一打を見せつけた。
悪球打ち
新庄剛志が由来。1999年に槙原寛己が投げた敬遠球をサヨナラ安打にした場面が由来。
扇風機
ラルフ・ブライアントが由来。ブライアントはプロ野球記録となる1シーズン204三振はおろか、上位5位のうち4つがブライアントである。
渾身の決勝打
イチローが由来。2009年WBC決勝戦（公式には「わたしたちの記憶に刻まれた大舞台」と表現）での延長戦で決勝適時二塁打を放った場面が由来。

#### その他特殊な動作
能力ではないが、特殊な動作を持つ選手。投球時・打撃時のものに関しては投球フォームや打撃フォームの一部として設定されている場合がほとんどで、該当選手のフォームに変更すれば誰でも行える。近年では確定ホームランを放った際に固有のフォロースルーを持つ選手（ウラディミール・バレンティンなど）もいる。
- イチロー
ライトフライでスリーアウトのとき、スタンドにボールを投げる（『2012』以降は特定のコマンドを入力すると全選手で可能）。
- 桑田真澄
ピンチのときにボールをみつめる。
- 清原和博
死球コースの球を避けない。
- シコースキー
登板時に腕を回す。
- 藤川球児
登板時に利き腕を上に上げる独特の動作をする。
- 新庄剛志
フライをキャッチする際に小ジャンプ。
- 野田浩輔
打席に立つときにバットをバトンのように回す。
- クレイグ・ブラゼル
ホームランを打つとダンスをする。
- アレックス・ラミレス
ホームランを打つとパフォーマンスをする。
- 前田健太
先発で登板時の試合開始前に独特のウォームアップ体操（マエケン体操）を行う。
『2020』では、コラボ企画として実際に本人のモーションキャプチャーの元になったデータが2021年度版で反映される予定[10]。
- 『2013』の阪神タイガース
ホームランを打つと「Gratiii」ポーズをする（ただし新井貴浩がホームランを打った場合はパフォーマンスをすることなく無視することがある）。
- 松田宣浩
『2016』以降、ホームランを打つと熱男ポーズを披露する（『2018』では観客の声も加わる）。
- デニス・サファテ
登板後、マウンド上で精神統一を行い、勝利時にバッターに対して一礼する。
- クリス・マレーロ
試合でホームランを打つと両足でホームインする。
- 『2018』の千葉ロッテマリーンズ
勝利時に『We Are』のパフォーマンスを行う。
- ブランドン・レアード
『2020』以降でホームランを打つと寿司ポーズを披露する。ただし三木亮がスタメンまたはベンチ入りしていないと発動しない。
- ジュリスベル・グラシアル
『2020』でホームランを打つとボクシングポーズを披露する。ただし髙谷裕亮がスタメンまたはベンチ入りしていないと発動しない。
- 山川穂高
『2020』以降、ホームランを打つとどすこいを披露する（観客の声を含む）。
- 柳田悠岐
『2020』でホームランを打つと3150ポーズを、『2022』でホームランを打つと運命ポーズを披露する。
- ジェフリー・マルテ
『2020』以降、ホームランを打つとラパンパラポーズを披露する。
- 佐藤輝明
『2022』以降、ホームランを打つとZポーズを披露する。
- 杉本裕太郎
『2022』以降、ホームランを打つとラオウ昇天ポーズを披露する。
- レオネス・マーティン
『2022』で、ホームランを打つとYESマーティンポーズを披露する。
- 佐々木朗希
『2024-2025』で、ZOZOマリンスタジアムで先発登板すると、ロート製薬（ROHTO）の広告が「ROHKi」に、京成電鉄の広告が「160km/h!!京成スカイライナー」の広告に差し替えられる。
- 大関友久
『2024-2025』で、みずほPayPayドーム福岡で先発登板すると、「家具産地大川 関家具」の広告に小さい「大」が付き、「大関家具」となる。

## タイトル一覧

### パワプロシリーズ一覧
| 発売日                           | メインシリーズタイトル名（機種）                                                                      | 同年発売のシリーズ作品 |
| -------------------------------- | --- | --- |
| 1994年3月11日                    | 実況パワフルプロ野球'94（SFC）                                                                        | 実況パワフルプロ野球'95（PS） - 1994年12月22日 |
| 1995年2月24日                    | 実況パワフルプロ野球2（SFC）                                                                          | - 実況パワフルプロ野球'95開幕版（PS・SS） - 1995年7月14日（PS）1995年7月28日（SS） |
| 1996年2月29日                    | 実況パワフルプロ野球3（SFC）                                                                          | - 実況パワフルプロ野球'96開幕版（SFC） - 1996年7月19日 - 実況パワフルプロ野球'96 (AC) - 1996年 |
| 1997年3月14日                    | 実況パワフルプロ野球4（N64）                                                                          | - 実況パワフルプロ野球'96 （Win） - 1997年2月21日 - 実況パワフルプロ野球3 '97春（SFC）- 1997年3月20日 - 実況パワフルプロ野球'97開幕版（PS） - 1997年8月28日 - 実況パワフルプロ野球S（SS） - 1997年12月4日 - 実況パワフルプロ野球EX（AC） - 1997年、コンシューマ版に先駆けて、ホームラン競争モードが新たに追加。                                                                                           |
| 1998年3月26日                    | 実況パワフルプロ野球5（N64）                                                                          | - 実況パワフルプロ野球ベーシック版'98（SFC） - 1998年3月19日 - パワプロGB（GB） - 1998年3月26日 - 実況パワフルプロ野球'98開幕版（PS） - 1998年7月23日 - 実況パワフルプロ野球（Win） - 1998年10月8日 - 実況パワフルプロ野球'98決定版（PS） - 1998年12月23日 - 実況パワフルプロ野球'98EX（AC） - 1998年 |
| 1999年3月25日                    | 実況パワフルプロ野球6（N64）                                                                          | - 実況パワフルプロ野球'99開幕版（PS） - 1999年7月22日 - 実況パワフルプロ野球'99決定版（PS） - 1999年12月25日 |
| - 2000年7月6日 - 2000年12月21日  | - 実況パワフルプロ野球7（PS2） - 実況パワフルプロ野球7決定版（PS2）                                   | - 実況パワフルプロ野球 DreamcastEdition（DC） - 2000年3月30日 - 実況パワフルプロ野球2000（N64） - 2000年4月29日 - 実況パワフルプロ野球2000開幕版（PS） - 2000年7月19日 - 実況パワフルプロ野球2000決定版（PS） - 2000年12月21日 |
| - 2001年8月30日 - 2001年12月20日 | - 実況パワフルプロ野球8（PS2） - 実況パワフルプロ野球8決定版（PS2）                                   | - 実況パワフルプロ野球Basic版2001（N64） - 2001年3月29日 - 実況パワフルプロ野球2001（PS） - 2001年6月7日 - 実況パワフルプロ野球2001決定版（PS） - 2001年12月20日 - 実況パワフルプロ野球 オンライン対戦版（Win） - 2001年 |
| - 2002年7月18日 - 2002年12月19日 | - 実況パワフルプロ野球9（PS2・GC） - 実況パワフルプロ野球9決定版（PS2・GC）                           | - 実況パワフルプロ野球2002春（PS） - 2002年3月14日 |
| - 2003年7月17日 - 2003年12月18日 | - 実況パワフルプロ野球10（PS2・GC） - 実況パワフルプロ野球10超決定版 2003メモリアル（PS2・GC）        | - 実況パワフルプロ野球 プレミアム版（PS） - 2003年1月23日 - パワフルプロ野球Online（Win） - 2003年4月（2004年4月30日配信終了） |
| - 2004年7月15日 - 2004年12月16日 | - 実況パワフルプロ野球11（PS2・GC） - 実況パワフルプロ野球11超決定版（PS2・GC）                       | |
| - 2005年7月14日 - 2005年12月15日 | - 実況パワフルプロ野球12（PS2・GC） - 実況パワフルプロ野球12決定版（PS2・GC）                         | |
| - 2006年7月13日 - 2006年12月14日 | - 実況パワフルプロ野球13（PS2） - 実況パワフルプロ野球13決定版（PS2）                                 | - 実況パワフルプロ野球ポータブル（PSP） - 2006年4月1日 - モバイル・パワフルプロ野球 公式ライセンス版（ドコモ・au対応） - 2006年、ソフトバンク - 2007年〜2011年 |
| - 2007年7月19日 - 2007年12月20日 | - 実況パワフルプロ野球14（PS2） - 実況パワフルプロ野球14決定版（PS2）                                 | - 実況パワフルプロ野球ポータブル2（PSP） - 2007年4月5日 - 実況パワフルプロ野球Wii（Wii）- 2007年7月19日 - 実況パワフルプロ野球Wii決定版（Wii）- 2007年12月20日 |
| 2008年7月24日                    | 実況パワフルプロ野球15（PS2・Wii）                                                                    | 実況パワフルプロ野球ポータブル3（PSP） - 2008年5月29日 |
| 2009年3月19日                    | 実況パワフルプロ野球2009（PS2）                                                                       | - 実況パワフルプロ野球NEXT（Wii） - 2009年3月19日 - 実況パワフルプロ野球ポータブル4（PSP） - 2009年9月17日 - パワフルプロ野球TOUCH（Android・iOS）- 2009年 「対戦」と「ペナント」の2つのモードを搭載。2009年発売のバージョンでは選手、チーム、球場全てが架空のものであったが、公式ライセンス版となった2010年以降はNPB12球団の実名選手が収録された。2012年版からは基本プレイ無料のアイテム課金制となった。 |
| 2010年7月15日                    | 実況パワフルプロ野球2010（PS3・PSP）                                                                  | パワプロ サクセス・レジェンズ（PSP） - 2010年2月25日 |
| - 2011年7月14日 - 2011年12月22日 | - 実況パワフルプロ野球2011（PS3・PSP） - 実況パワフルプロ野球2011決定版（PS3・PSP）                   | |
| - 2012年7月19日 - 2012年12月13日 | - 実況パワフルプロ野球2012（PS3・PS Vita・PSP） - 実況パワフルプロ野球2012決定版（PS3・PS Vita・PSP） | モバイル・パワフルプロ野球2012 for auスマートパス（Android） - 2012年 |
| 2013年10月24日                   | 実況パワフルプロ野球2013（PS3・PS Vita・PSP）                                                         | |
| 2014年10月23日                   | 実況パワフルプロ野球2014（PS3・PS Vita）                                                              | 実況パワフルプロ野球（Android・iOS対応） - 2014年、サクセスモードが搭載され、基本プレイ無料。サクセスで育成した選手でチームを作り、「スタジアム」やその他イベントで他ユーザーのチームと対戦することができる。 |
| 2016年4月28日                    | 実況パワフルプロ野球2016（PS4・PS3・PS Vita）                                                         | - 実況パワフルプロ野球サクセススペシャル（PS4、PS3、PS Vita） - 2016年4月28日 - 実況パワフルプロ野球 ヒーローズ（3DS） - 2016年12月15日 |
|                                  | | 実況パワフルプロ野球 チャンピオンシップ2017（PS4、PS3、PS Vita） - 2017年5月25日 |
| 2018年4月26日                    | 実況パワフルプロ野球2018（PS4・PS Vita）                                                              | 実況パワフルプロ野球 チャンピオンシップ2018（PS4、PS Vita） - 2018年7月25日 |
|                                  | | 実況パワフルプロ野球（Switch） - 2019年6月27日 |
| 2020年7月9日                     | eBASEBALLパワフルプロ野球2020（Switch・PS4）                                                          | |
| 2022年4月21日                    | eBASEBALLパワフルプロ野球2022（Switch・PS4）                                                          | |
|                                  | | - WBSC eBASEBALLパワフルプロ野球（Switch・PS4）- 2023年2月9日（海外版：2023年2月8日） - パワフルプロ野球 栄冠ナイン クロスロード（Android・iOS対応） - 2023年 栄冠ナインが搭載され、基本プレイ無料。 |
| 2024年7月18日                    | パワフルプロ野球2024-2025（Switch・PS4）                                                              | |

### パワメジャシリーズ一覧
- 実況パワフルメジャーリーグ（PS2・GC） - 2006年5月11日
- 実況パワフルメジャーリーグ2（PS2） - 2007年10月4日（海外版：2007年10月3日）
  - 実況パワフルメジャーリーグ2 Wii（Wii） - 2007年10月4日（海外版：2007年10月3日）
- 実況パワフルメジャーリーグ3（PS2・Wii） - 2008年10月2日（海外版：2008年7月29日）
  - 実況パワフルメジャーリーグ3 (DS版)（DS） - 2008年8月25日 ※海外のみの発売。パワプロクンポケットシリーズをベースにした作品。
- 実況パワフルメジャーリーグ2009（PS2・Wii） - 2009年4月29日

### その他一覧

#### アーケード版
- かっとばせ！パワプロクン - 1998年、モニター付きのキッズメダルゲーム。打撃結果に応じてメダルが払い出される野球盤タイプ。
- 実況パワフルスタジアム - 1998年、パワプロをモチーフとしたプライズゲーム。
- パワフルチャンス - 1999年、キッズメダルゲーム。スロットタイプ。
- 実況パワフル野球盤 - 2006年、パワプロシリーズと野球盤とのコラボレーション。
- 実況パワフルプロ野球 BALL☆SPARK - 2016年稼働開始予定としてロケテストが行われていたが[11]2020年9月時点で正式稼働しておらず事実上お蔵入り状態となっている。スマートフォンアプリ版との連動要素も実装予定だった。
- パワフルプロ野球 開幕メダルシリーズ！ - 2024年、パワプロシリーズがモチーフのモニターと野球盤のような機構を搭載したメダルゲーム。e-amusement対応、ミリオネット対応機種。

#### コンシューマ版
- 熱血パワプロチャンプ - 2004年11月11日発売 - PLAY-POEMSという家庭用体感ゲーム筐体シリーズの一作。
- 熱闘!パワフル甲子園（DS） - 2010年3月18日

#### 携帯電話アプリ版
- モバイルパワプロ一球速報（NTTドコモ・au・ソフトバンク対応） - 2009年
  - 実際のプロ野球の試合経過をパワプロの画面で再現。横浜ベイスターズ、中日ドラゴンズとのコラボレーションバージョン（横浜球団、ドラゴンズ公式サイト限定）もあった。2012年2月29日終了。
- パワプロホームラン競争 for GREE（NTTドコモ・au・ソフトバンク対応）- 2011年
  - 『実況パワフルプロ野球』を題材にしたソーシャルゲーム。選手カードを配置し、ホームラン競争を行う。GREEにて配信。

#### パチンコ版
※発売元はいずれも京楽産業。
- CR熱闘パワプロクンZ - 2001年
- CR熱闘パワプロクンX - 2001年

#### パチンコシミュレーター版
- CR熱闘パワプロクン パチってちょんまげ達人（PS2） - 2001年12月20日、ハックベリーからの発売。

#### カードゲーム版
- パワフルプロ野球カードゲーム - 2006年7月20日
- パワフルメジャーリーグカードゲーム - 2006年7月20日

#### 派生作品（実況シリーズ）
当作品のヒットでシリーズとは別に1990年代に実況パッチを取り入れ「実況」と冠されたゲームが発売され、現在でも続いているウイニングイレブンシリーズも派生したゲームの一つである（第一作は『Jリーグ実況ウイニングイレブン』であった）。
- 実況NBAバスケット ウイニングダンク - バスケットボール
- 実況パワープロレスリング'96 マックスボルテージ - プロレス
- 実況おしゃべりパロディウス - パロディウス（「実況」と記されているが声優が合いの手で声を挟む仕様)
- 実況パワフルサッカー - サッカー

#### 派生作品（その他）
- パワフルゴルフ（DS） - 2011年3月17日、ゴルフ。

開発チームはパワプロプロダクション。

## 音声出演
専門のアナウンサーが担当している。『2016』以降の作品ではオリジナルキャラによる実況も起用されている。
『パワプロ5』 - 『パワプロ11』はウグイス嬢のアナウンスを声優の三石琴乃が担当していたが、『パワプロ12』からは吉川朋江が担当している。また『パワプロ10』からは、神戸総合運動公園野球場（当時の名称は「スカイマークスタジアム」）、『パワプロ15』では神戸に加え、神宮球場、宮城球場（当時・Kスタ宮城）、大阪ドーム（京セラドーム大阪）の四球場の選手紹介アナウンスを現実同様、フリーDJを起用した男声のものに変更されている。
解説は一貫して採用されていない（姉妹シリーズにあたるプロ野球スピリッツでは採用されている）。

### 実況
- '94、3 - 2002春・2018：安部憲幸（朝日放送）
- '95 - '95開幕版：宮田浩徳
- 2：太田元治（朝日放送）
- 9 - プレミアム版：辻よしなり（フリー）
- 10 - 2009、NEXT、パワポタシリーズ：河路直樹（フリー）
- 2010 - 現在（ヒーローズを除く）：堂前英男（フリー）
- 2016 - 現在、ヒーローズ：熱盛宗厚（CV：金光宣明）
- 2018 - 現在：清水久嗣（フリー→ニッポン放送）
- 2022 - 現在：轟ハルカ（CV：大井麻利衣）
- パワメジャシリーズ：日本語：谷口広明（フリー）、英語：ジャック・マルジ

#### ウグイス嬢
- 94：松田智佐
- '95 - '95開幕版：根谷美智子
- 5 - 11超決定版：三石琴乃
- 12 - 2013・パワポタシリーズ：吉川朋江
- 2014、2016（2016ver.）：梅田ひでみ
- 2016（2017ver） - ：伴野文香

#### DJ
- 10 - 11超決定版：谷口広明（担当当時、グリーンスタジアム神戸のスタジアムDJを務めていた）。
- 12 - 2022（2023ver.）：中野耕史（フリーDJ）
- 2024 - ：南隼人

## 主題歌
メインシリーズでは、『8』からオープニング・サクセスモード専用のエンディングムービーは他のアニメーション会社から制作された。なお、『8』 - 『14』、『2011』オープニングテーマと、『11』 - 『15』サクセスエンディングテーマがそれぞれ流れるようになった。

### オープニング・エンディング制作
『パワプロ7』までの制作元はコナミ。
- 8 - 11：京都アニメーション（『パワプロ11』を除くオープニング制作のみ）
- 12：Production I.G
- 13：Gクリエイターズ
- 14・Wii：GONZO
- 15、NEXT、2009〜2022、2024-2025：KOO-KI

### オープニング曲
決定版でも同一の曲が使用されている。8・10ではエンディングテーマが流れるようになった。
- 8：『Little Soldier』 唄：米倉千尋
- 9：『Tomorrow〜未来への翼〜』 唄：堀内恵子
- 10：『Catch Up Dream!』 唄：ASACO
- 11：『Pride』 唄：東野純直
- 12：『空色の軌跡』 唄：麻田キョウヤ
- 13：『ONE』 唄：岡めぐみ
- 14・Wii：『Shining Road』唄：MAKI
- 2011：『ready, steady, go!』唄：Koh-ichiroh
- 2012：『Chance!』唄：上田和寛
- 2013：『START』唄：瀬下千晶
- 2014：『Link』唄：mao
- 2016：『Never-ending Tale』唄：麦野優衣
- チャンピオンシップ2017：『Flying High』唄：麦野優衣
- 2018：『Brand New Sky』唄：KOCHO
- 2020：『蒼の彼方へ』唄：國土佳音[12]
- 2022：『群像夏（ぐんぞうか）』唄：パン野実々美[13]
- 2024-2025：『RELAY』唄：藤原美慶

### サクセスエンディング曲
- 11：『胸いっぱいの夢』 唄：ASACO
- 12：『Believe』 唄：藤田佳子
- 13：『虹を見たかい?』 唄：Sana
- 14・Wii：『Go with the wind 〜かけがえのないボクらの日々〜』唄：ハルナ
- 15・2009 ：『そよかぜハミング♪』 唄：荒木夏香・荒木舞香

シングルとして発売されているのは現時点で『8』の『Little Soldier』のみである。また、『13』のサクセスエンディング曲である『虹を見たかい?』はSanaのコレクションアルバム『Sana-molle Collection』に収録されているが、その他の楽曲はCDや音楽サイトといった公式HPに表記されていないため、これらの曲は公式には発表されていない。
しかし、『パワプロ2010』までの楽曲は、歴代のオープニング曲（『9』を除く）、サクセスエンディング曲も含めてパワプロシリーズのサントラCD『パワプロ音楽館』にフルで収録されている。『9』のオープニング『Tomorrow〜未来への翼〜』は、『パワプロ音楽館』でもフルバージョンが収録されていなかったが、『パワプロ2016』の早期購入特典でフルバージョンが収録された。

## 本作にまつわる出来事

### 訴訟問題
2005年8月25日、コナミは「韓国ネオプル社が開発、ハンビットソフト社が運営しているオンライン野球ゲーム『新野球』はパワプロのモデリングなどを盗作したものであり、修正するよう数度に渡り勧告を送ったが、一向に返答がなく、やむなくネオプル、ハンビット両社に対し訴訟に踏み切った」と発表した。ネオプル、ハンビット両社は盗作を否定していたが、2006年7月20日にコナミ側が敗訴。盗作は認められなかった。
2023年3月31日、コナミは「自社の特許権を侵害した」として損害賠償40億円及び遅延損害金の支払い及び問題となったゲームの配信停止を求めCygamesを提訴した。Cygames側は「そのような事実はないと考えている」と特許侵害を否定している。

### コラボ企画
2016年8月26日、8月26日が「パワプロの日」として日本記念日協会に認定された。
2017年8月26日 - 2018年1月6日の期間、2017年5月にPlayStation Storeから無料ダウンロードコンテンツとして配信されていた『実況パワフルプロ野球 チャンピオンシップ2017』を使用したeスポーツ大会「パワプロチャンピオンシップス2017」が開催された。また、2018年7月19日には「チャンピオンシップス2017」をベースに、日本野球機構との共同でプロ野球eスポーツリーグ「eBASEBALL パワプロ・プロリーグ」を開催することを発表した。
2018年9月14日、15日にはAbemaTVとのコラボ企画として横浜DeNA対巨人戦の画面表示をパワプロ仕様にする試みが行われた。実況は14日を上野智広。15日はパワプロでも実況を行う堂前英男が担当。解説は多村仁志。
2022年2月22日、MLBのシアトル・マリナーズで会長付特別補佐兼インストラクターを勤めるイチローと本シリーズ並びに、「プロ野球スピリッツシリーズ」（プロ野球スピリッツA･eBASEBALLプロ野球スピリッツ2021 グランドスラム）、パワプロアプリ、「パワプロクンポケットR」とのコラボレーションでイチローが本作に登場することが発表された。

## e-Baseball パワプロプロリーグ
2018年に発足したeスポーツの大会。当ソフトを使い、日本プロ野球参加12球団と契約を結んだプロゲーマーが総当たりリーグと上位各リーグ3チームずつの6チームで争う決勝トーナメントで優勝を争う。

### 選手の選考
12球団は、自チームの前シーズン契約を結んだプロゲーマー4人（2018-19シーズンのみ3人）のうち、最大2人に契約継続が出来る。
その以外のプロゲーマーは、7-8月にかけてプロテストと呼ばれるオーディション（プロゲーマー間の対戦と、そこでの成績上位者の最終面接）を行い、そこでの通過者（約40人）と、前回日本一球団の契約継続しなかった者などオーディション免除者（約2-3人）が、eドラフト会議にかけられる。前年度から契約を継続された者を含む48人を12球団それぞれ4人ずつに振り分けて新シーズンのリーグ戦に臨む。
eドラフト会議の形式は、3巡目まで入札抽選（ただし契約継続者があった球団は、契約継続者数と同じ巡目数の指名権を喪失した）、4巡目のみウェイバー方式を採用していた。なお、ドラフト対象であれば前シーズン以前の自チームの契約継続しなかったプロゲーマーても指名可能。

### eペナントレース
以下は2020-21シーズンの試合方式（決勝トーナメントも同文）。
- 全7カードを構成しており、セ・パそれぞれのリーグ戦15試合（チームごと3試合、計5カード）と、2019-20シーズンより導入されたセ・パe交流戦6試合（チームごと1試合、前半・後半2カード扱い）計21試合を行う。
- 個人戦の形式で、カードごと各チームのプロゲーマー3人に指定され対戦が行われた。
- リーグ戦はホーム&アウェー&セントラル方式で、それぞれのホームスタジアムと、ゲームオリジナル球場「クラウンスタジアム」での開催となる。交流戦のすべての試合はクラウンスタジアムでの開催となる。
- ペナントモードなど同様、投手のスタミナ消耗を反映する（eペナントレース終了時にリセットされる）。
- 支配下登録選手に加え、同チームの監督・コーチとして所属しているOB選手のうち3人に指定され、eペナントレース間でのみ起用可能。ただし、OBごと2回までしか出場させることができない。（ベンチ入りだけは出場として扱わない）。
- 使用するソフトはPS4版「eBASEBALLパワフルプロ野球2020」を元にした専用ソフトで、OB以外の選手データは2020年の実際のリーグ戦の終了時のデータを反映する。
- 全21試合の成績によるリーグ別の順位のほか、e交流戦の優勝チーム、プレイヤーも表彰される。

### 決勝トーナメント
リーグ戦21試合終了時点において、各リーグの上位3チームずつ・6チームによって決勝トーナメントを行う。

#### eクライマックスシリーズ
eクライマックスシリーズはペナントレース1位チームがリーグファイナルステージ（準決勝）にシードされ、2位と3位の間で行うリーグファーストステージ（1回戦）が、1位チームへの挑戦権をかけて対戦。このトーナメントでリーグ1位になったチームがe日本シリーズ（決勝）に進出する。
- ファースト・ファイナルとも9イニング制・延長戦・コールドゲームなし（同点の場合は引き分けとする）。
- 3人1組・3イニングごとの交代という形式で対戦が行われた。また、ファイナルステージではチームメイトの入れ替えが必要となる。
- 実際のクライマックスシリーズと同じリーグ戦上位チームでのホーム開催となる。
- 3戦2勝制（2018-19シーズンは1戦1勝）。成績タイ（1勝1分け1敗、ないしは3引き分け）であるときは、リーグ戦上位チームの勝ち抜け扱いとみなす。

#### e日本シリーズ
セ・パのeクライマックスシリーズ優勝チームが、日本一をかけての決勝戦を行う。
- 9イニング制（延長10回以降タイブレーク）・コールドゲームなし。
- すべての試合はクラウンスタジアムでの開催だったが、実際の日本シリーズ同様パ・リーグチームは後攻の場合DH制を採用となる。1試合ごとに先攻・後攻（とDH制の有無）の入れ替えを行う。
- プロゲーマーはeCSと同じく1試合につき3イニングごとの交代、1試合ごとのメンバー変更制。
- 3戦2勝制で、先に2勝したチームが日本一となる（2018-19シーズンのみ1戦1勝制）。

### 過去の優勝チーム

#### ペナントレース
- 2018-19シーズン
  - セ・リーグ 横浜DeNAベイスターズ（15試合 10勝5敗）
  - パ・リーグ 埼玉西武ライオンズ（15試合 13勝2敗）
- 2019-20シーズン
  - セ・リーグ 東京ヤクルトスワローズ（21試合 10勝8敗3分）
  - パ・リーグ 千葉ロッテマリーンズ（21試合 12勝6敗3分）
  - 交流戦 千葉ロッテマリーンズ（6試合 5勝0敗1分）
- 2020-21シーズン
  - セ・リーグ 横浜DeNAベイスターズ（21試合 11勝5敗5分）
  - パ・リーグ 福岡ソフトバンクホークス（21試合 13勝5敗3分）
  - 交流戦 千葉ロッテマリーンズ（6試合 4勝1敗1分）

#### eクライマックスシリーズ
- 2018-19シーズン
  - セ・リーグ 横浜DeNAベイスターズ
    - 1st 広島東洋カープ 0-1 読売ジャイアンツ
    - ファイナル 横浜DeNAベイスターズ 1-0 読売ジャイアンツ

  - パ・リーグ 埼玉西武ライオンズ
    - 1st 福岡ソフトバンクホークス 1-0 北海道日本ハムファイターズ
    - ファイナル 埼玉西武ライオンズ 0-0 福岡ソフトバンクホークス（引き分けにより西武優勝となる）
- 2019-20シーズン
  - セ・リーグ 読売ジャイアンツ
    - 1st 読売ジャイアンツ 2-1 中日ドラゴンズ
    - ファイナル 東京ヤクルトスワローズ 0-2 読売ジャイアンツ

  - パ・リーグ 千葉ロッテマリーンズ
    - 1st オリックス・バファローズ 2-0 東北楽天ゴールデンイーグルス
    - ファイナル 千葉ロッテマリーンズ 2-0 オリックス・バファローズ
- 2020-21シーズン
  - セ・リーグ　
    - 1st 阪神タイガース 0-2  読売ジャイアンツ
    - ファイナル 横浜DeNAベイスターズ 1-1 読売ジャイアンツ（引き分けによりDeNA優勝となる）

  - パ・リーグ　
    - 1st オリックス・バファローズ 2-0 埼玉西武ライオンズ
    - ファイナル 福岡ソフトバンクホークス 1-1 オリックス・バファローズ（引き分けによりソフトバンク優勝となる）

#### e日本シリーズ
- 2018-19シーズン 埼玉西武ライオンズ
  - 埼玉西武ライオンズ 1-0 横浜DeNAベイスターズ
- 2019-20シーズン 読売ジャイアンツ
  - 読売ジャイアンツ 2-0 千葉ロッテマリーンズ
- 2020-21シーズン 福岡ソフトバンクホークス
  - 福岡ソフトバンクホークス 2-0 横浜DeNAベイスターズ